# Kulturheidelbeeren

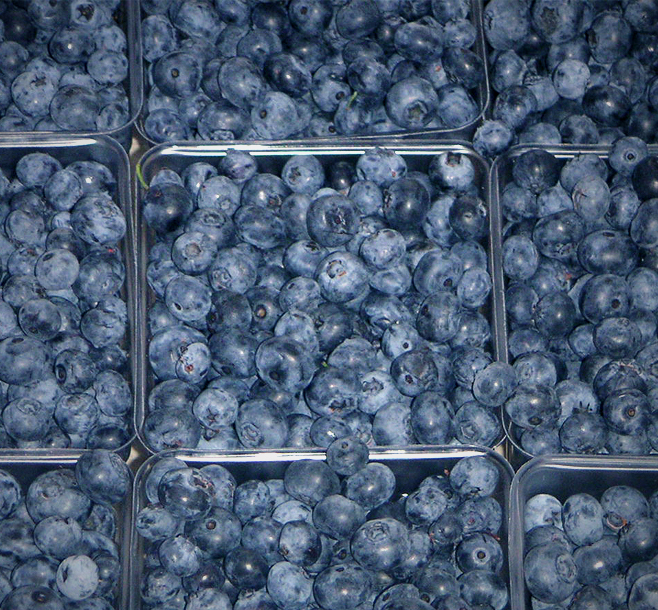
Kulturheidelbeeren in Verkaufsschalen

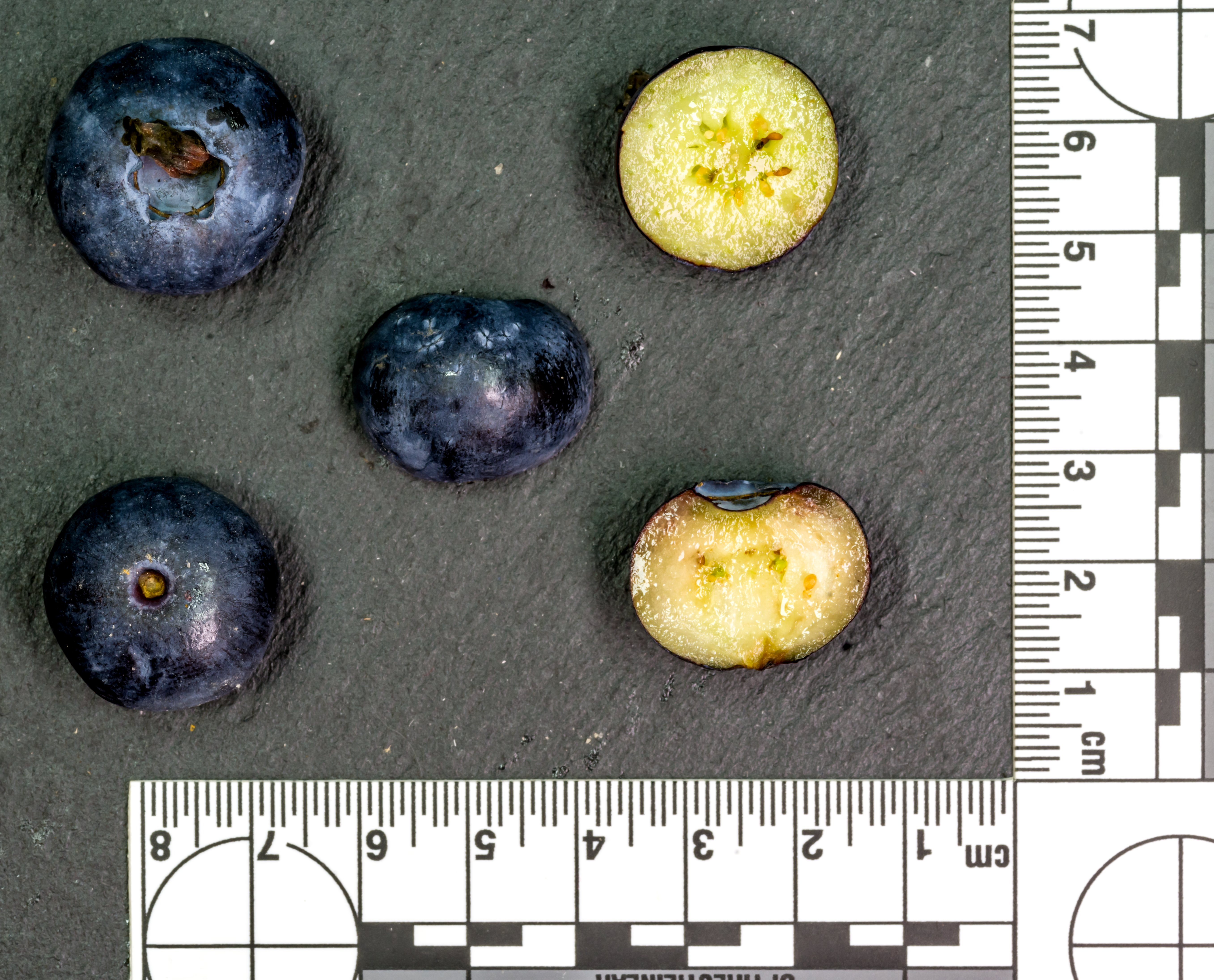
Querschnitt durch Kulturheidelbeeren

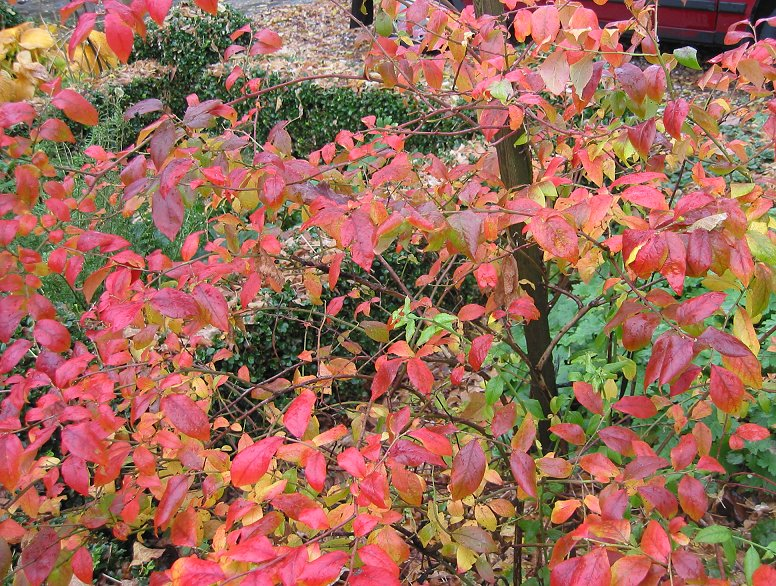
Typische Herbstfärbung der Heidelbeersträucher

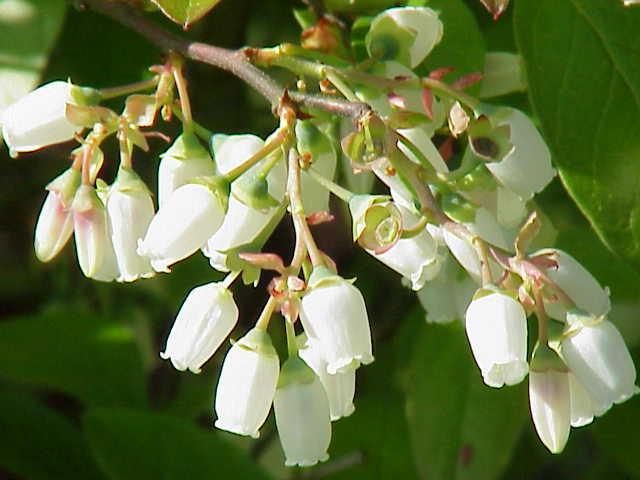
Krugförmige Blüten der Kulturheidelbeeren

Die Kulturheidelbeeren sind mit großer Sortenvielfalt durch Züchtungen aus Pflanzenarten der Untergattung oder Sektion Cyanococcus in der Gattung der Heidelbeeren (Vaccinium) hervorgegangen. Heidelbeeren gehören zur Pflanzenfamilie der Heidekrautgewächse (Ericaceae). Kulturheidelbeeren stammen nicht, wie häufig angenommen, von der in Europa heimischen Heidel-, Blau- oder Waldheidelbeere (Vaccinium myrtillus) ab, deren Früchte Mund und Lippen beim Verzehr blau färben, sondern sind nordamerikanischen Ursprungs. Die färbenden Anthocyane befinden sich bei ihnen in der Fruchtschale der fast kugelrunden, blauen Beeren; ihr Fruchtfleisch ist hell.
Seit Beginn des 20. Jahrhunderts wurden über 100 neue Sorten kultiviert. Kulturheidelbeeren sind als Marktfrüchte weltweit von Bedeutung. Vor ihrem Anbau als Obstlieferant war die Kulturheidelbeere bereits aufgrund ihrer dekorativen Herbstfärbung im europäischen Garten- und Landschaftsbau als Zierpflanze eingeführt worden.

## Botanische Beschreibung

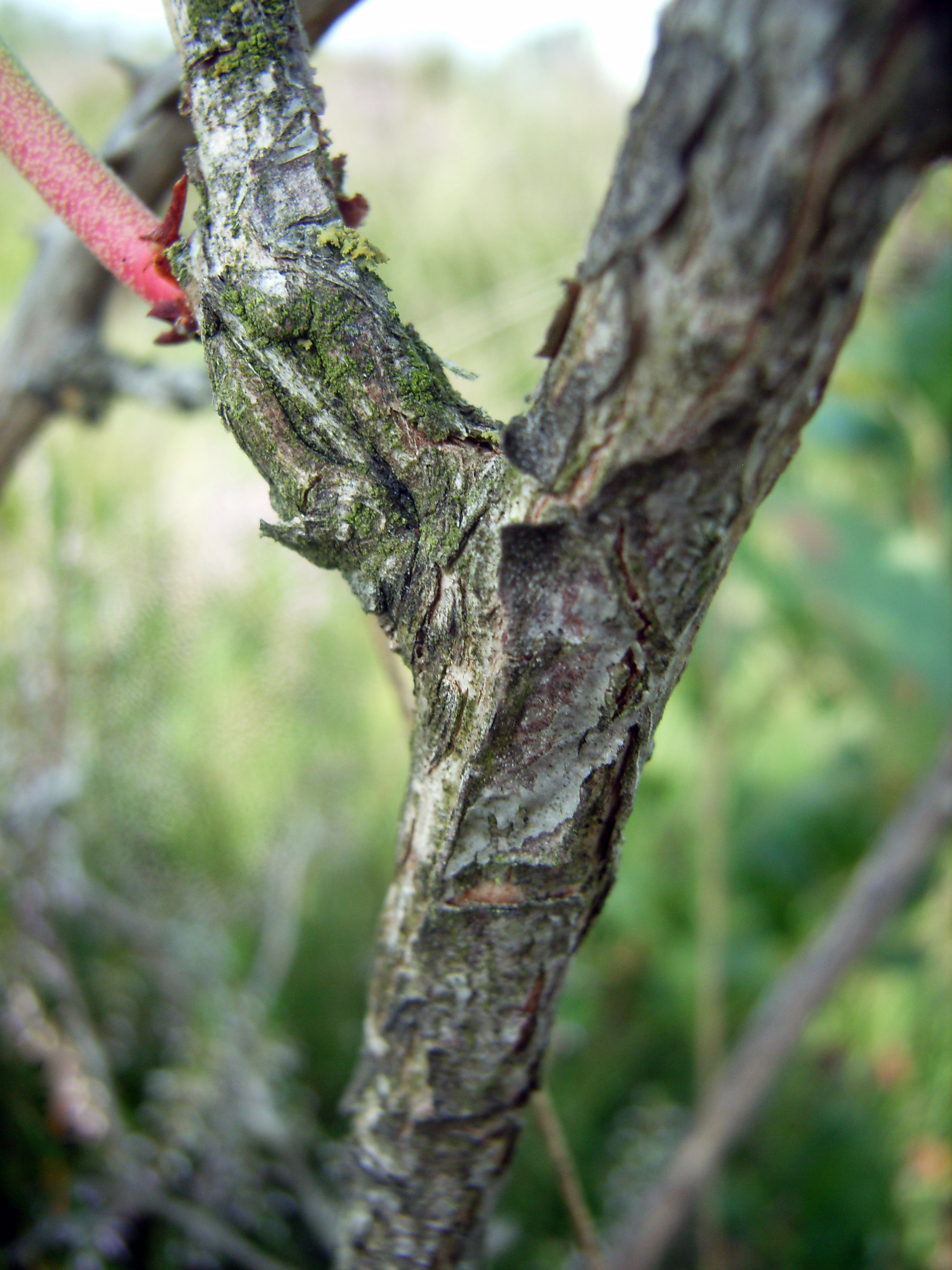
Rinde älterer Triebe

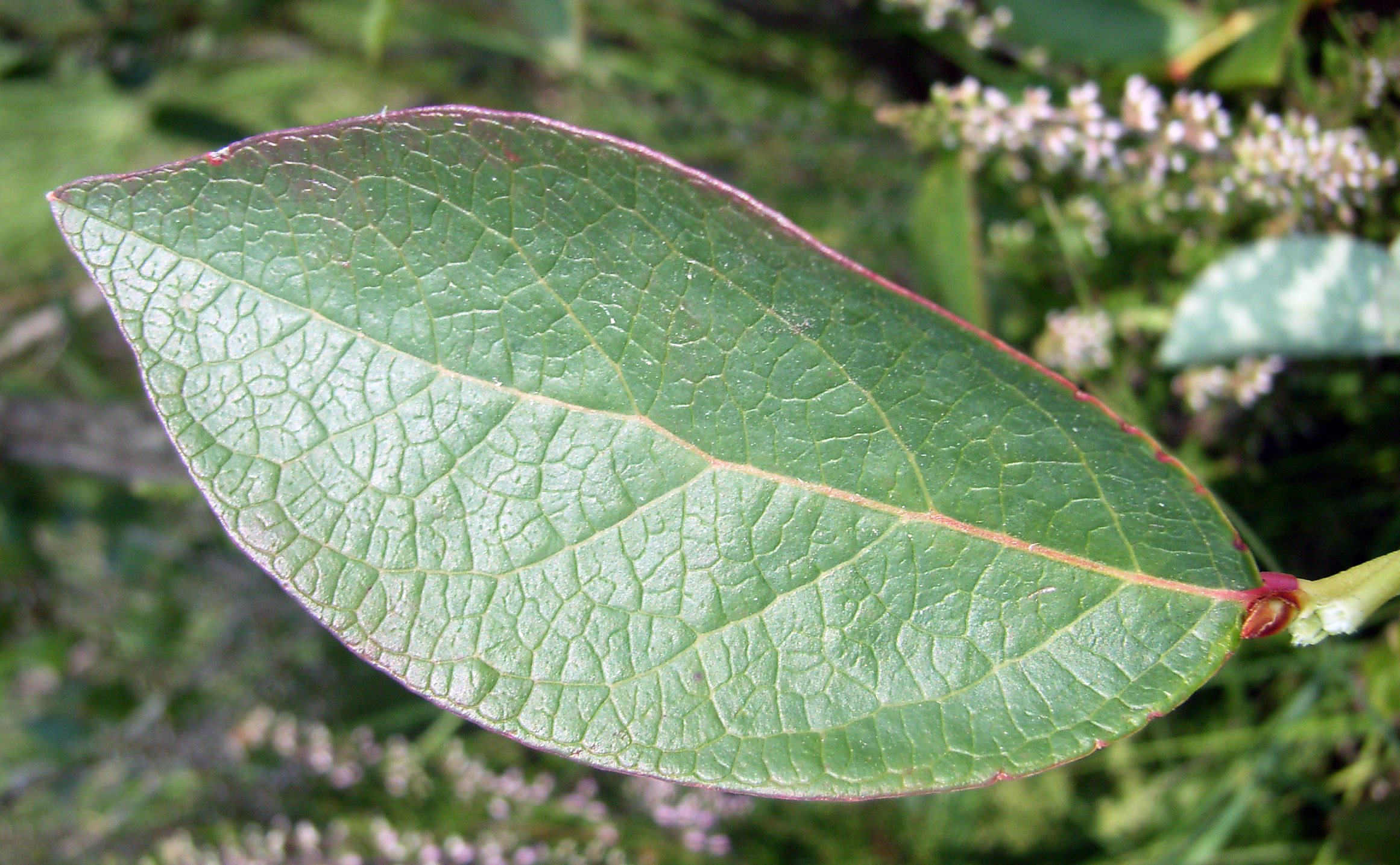
Blattoberseite

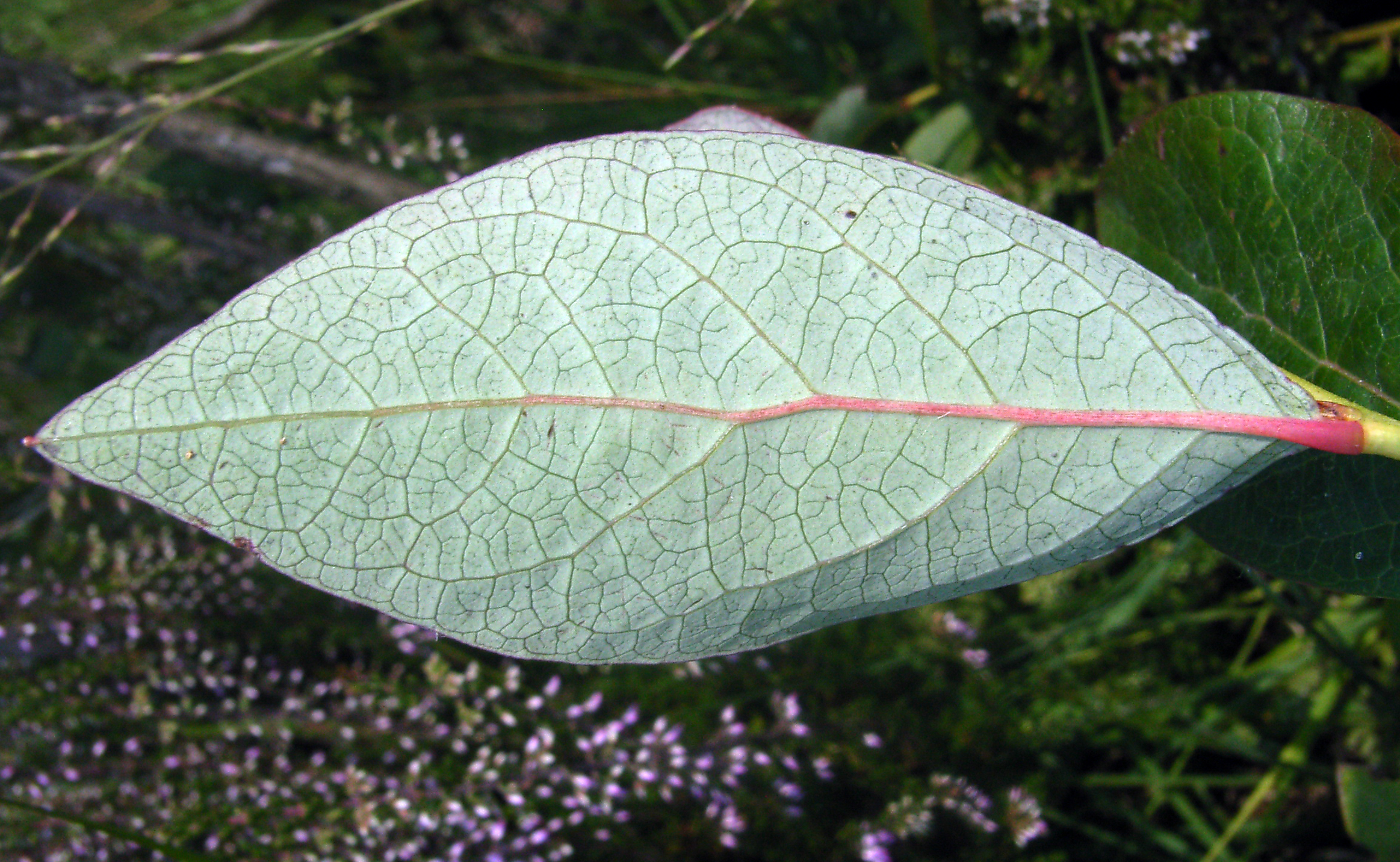
Blattunterseite

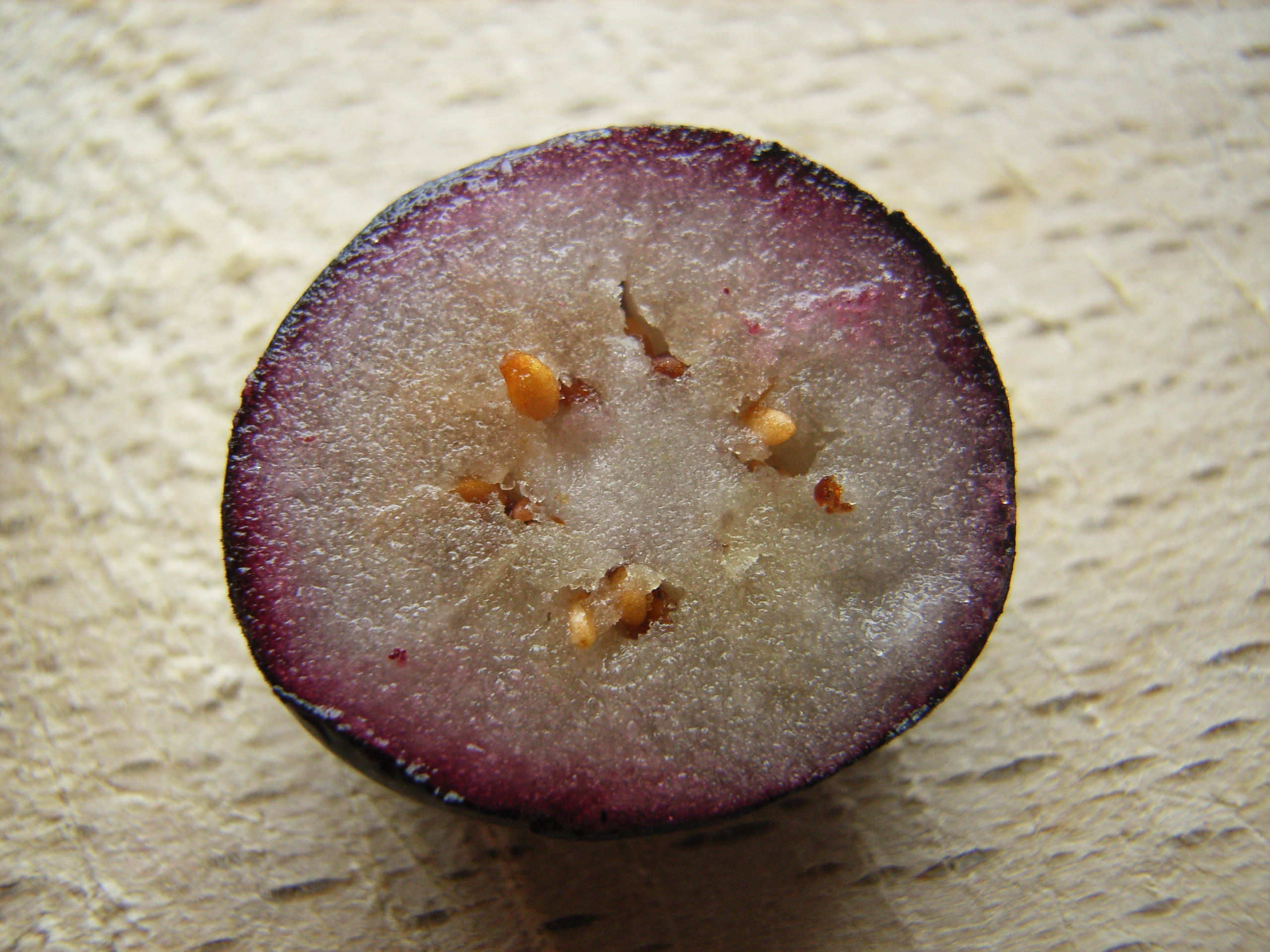
Aufgeschnittene Beere mit hellbraunen Samen, die Zellen sind durch Gefrieren zerstört. Daher sind die Anthocyane der Fruchtschale beim Auftauen in das Fruchtfleisch verlaufen.

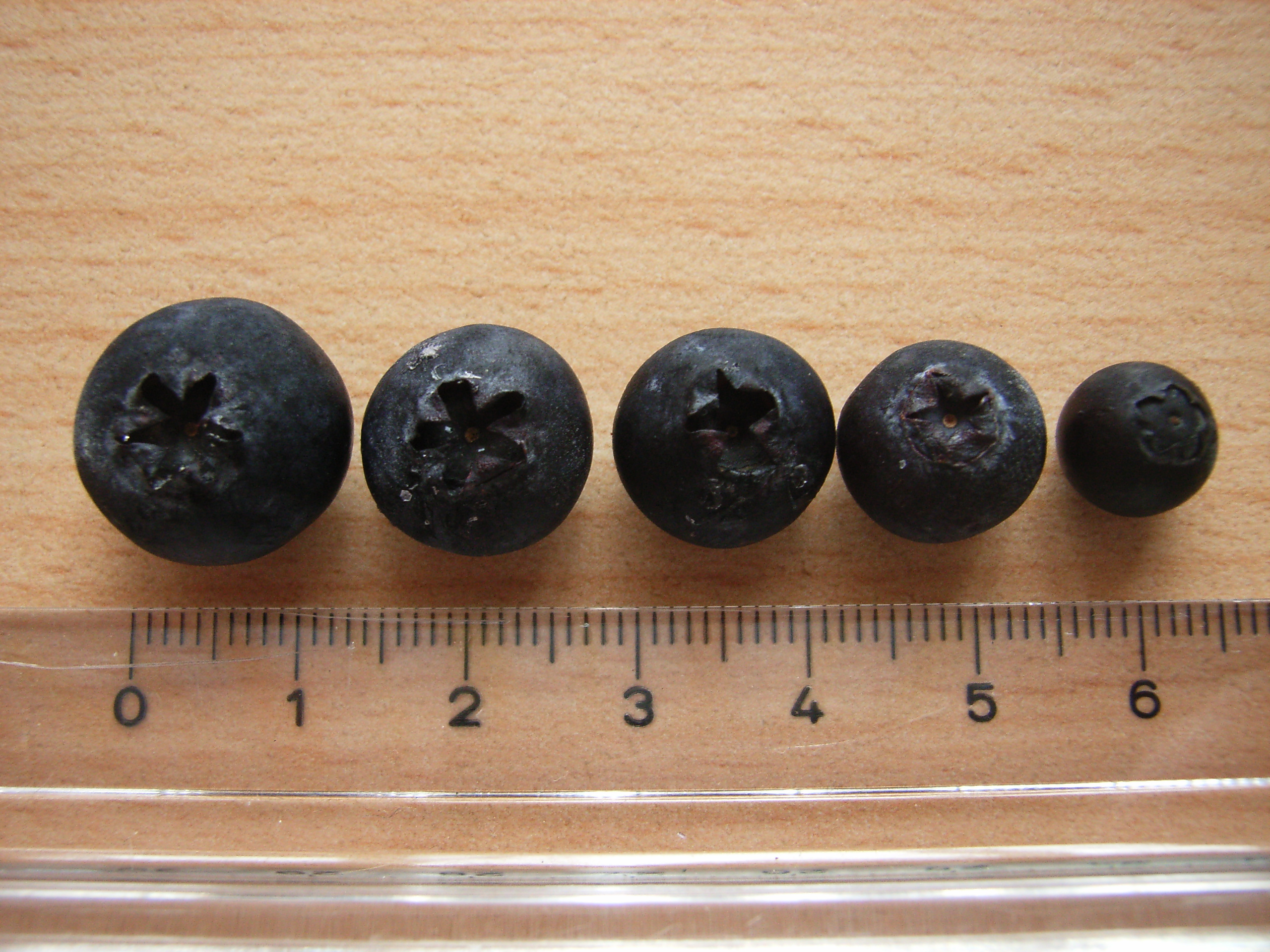
Verschiedene Beerengrößen verwilderter Formen

Kulturheidelbeeren sind ausdauernde, aufrecht wachsende, vielverzweigte, sommergrüne Halbsträucher (Chamaephyten). Sie können Wuchshöhen bis zu mehreren Metern erreichen oder wachsen mit nur wenigen Zentimetern Wuchshöhe als Bodendecker. Kennzeichnend sind krugförmige Blüten und blaue, bereifte Beeren.

### Wuchsformen und Wurzelsystem
Die Gestalt (Habitus) der Kulturheidelbeeren variiert von Sorte zu Sorte. Während einige Auslesen streng aufrecht streben, wachsen andere mehr in die Breite und bilden eine ausladende Gestalt. Die Gruppe der hochbuschigen Formen (Northern und Southern Highbush Blueberries) bilden 2 bis 5 Meter hohe, rundliche, dichte und kompakte Büsche. Die aufrechten Sorten der Kaninchenäugigen Heidelbeeren (Rabbiteye Blueberries) erreichen etwa 4 Meter, halbhohe Formen (Half-Highbush Blueberries) zwischen 1 und 2 Meter. Die niedrigbuschigen Sorten (Lowbush Blueberries) werden zwischen 0,2 und 0,7 Meter groß und bilden Ausläufer. Sie wachsen lockerer als die hochbuschigen und halb-hochbuschigen Formen. Die Hauptpflanzenmasse besteht bei diesen aus Rhizomen, aus denen die aufrechten Sprosse wachsen.
Das Wurzelsystem verläuft stark verzweigt und oberflächennah ausgebreitet. Es verfügt über einen hohen Anteil an zum Teil verfilzenden Feinwurzeln. Sie sind faserig und sehr dünn und nicht wie andere Pflanzen mit Wurzelhaaren ausgestattet, die für die Aufnahme von Wasser und Nährstoffen wichtig sind.

### Blätter und Triebe
Das Holz der Triebe ist hart und spröde, die Rinde grau und rissig. Sortenabhängig verzweigen sie sich mehr oder weniger stark. Junge Triebe sind meist kahl, grün bis gelblich grün und zum Teil rötlich überlaufen (zweijährige Triebe) mit warziger Oberfläche.
Die Blätter stehen wechselständig am Spross. Sie sind oberseits frisch- bis dunkelgrün und kahl. Unterseits sind sie heller gefärbt und, zumindest an der Nervatur, meist leicht behaart. Etwa Mitte Juni haben die Sträucher ihre größte Blattfläche im Jahresverlauf entwickelt. Vor dem Laubabwurf im Herbst verfärben sich die Blätter durch die Bildung von Anthocyanen gelb bis leuchtend rot. Dieses verleiht den Kulturheidelbeeren einen hohen Zierwert. Die Blätter der hohen bis halbhohen Sorten sind eiförmig bis länglich oval zugespitzt mit glatten Blatträndern. Die Blattgröße ist am Strauch sehr unterschiedlich. Die Blätter der Seitentriebe werden meist nicht länger als 5 bis 6 Zentimeter, jene der kräftigen Bodentriebe erreichen dagegen 10 Zentimeter und mehr. Die Laubblätter der niedrigbuschigen Selektionen sind kleiner als jene der vor genannten und am Rand meist mehr oder weniger gezähnt.

### Blüten, Früchte und Samen
Die gelblich weißen bis zart rosafarbenen Blüten sind krugartig geformt. Diese bis zu 20 Millimeter langen und etwas aufgeblasenen Blütenröhren bestehen aus fünf miteinander verwachsenen Blütenkronblättern. Jede Blüte verfügt über acht bis zehn Staubblätter an der Basis des Kelches, die ihrerseits eine deutlich längere Narbe umgeben. Am Grund des Kelches liegen die Nektar produzierenden Nektarien. Die Blütenknospe bringt eine Doldentraube aus bis zu zwölf Einzelblüten hervor. Die unteren Blüten sind länger gestielt als die oberen. Manche Sorten entwickeln mehrere Doldentrauben aus einer Blütenknospe. Die Blütenknospen erscheinen in der Mehrzahl an den Triebspitzen, weniger an der Triebbasis. Sie sind deutlich runder und kräftiger als die kleinen und zugespitzten Blattknospen. Kulturheidelbeeren blühen überwiegend an den Seitentrieben erster Ordnung. Der unterständige Fruchtknoten wird von fünf grünen Kelchblättern umgeben, die auf der reifen Frucht als fleischige Höcker erkennbar sind.
Allen Kulturheidelbeersorten sind die hellblauen, leuchtend blauen bis schwarz-blauen Fruchtschalen der Beeren gemeinsam. Das Fruchtfleisch ist weißlich. Die Beeren tragen einen weißen Reif auf der Oberfläche, dieser Überzug wird durch mikroskopisch kleine Wachsteilchen hervorgerufen, die in der Fruchtschale gebildet, mit dem Atmungswasser nach außen transportiert und dort abgelagert werden. Die Größe der Beeren variiert je nach Sorte in einem weiten Bereich, sie sind durchschnittlich zwischen 5 und 12 Millimeter breit, zum Teil bis zu 30 Millimeter.
Die Früchte bergen 30 bis 80, sehr kleine, hellbraune Samen. Rund 4000 der Samen wiegen 1 Gramm. Sie sind bereits zur Fruchtreife keimfähig und benötigen kein Einwirken einer längeren Kältephase (Vernalisation). Die Keimwurzel erscheint nach etwa 14 bis 35 Tagen, die Keimblätter nach etwa 3 bis 8 Wochen.

## Wachstum und Entwicklung

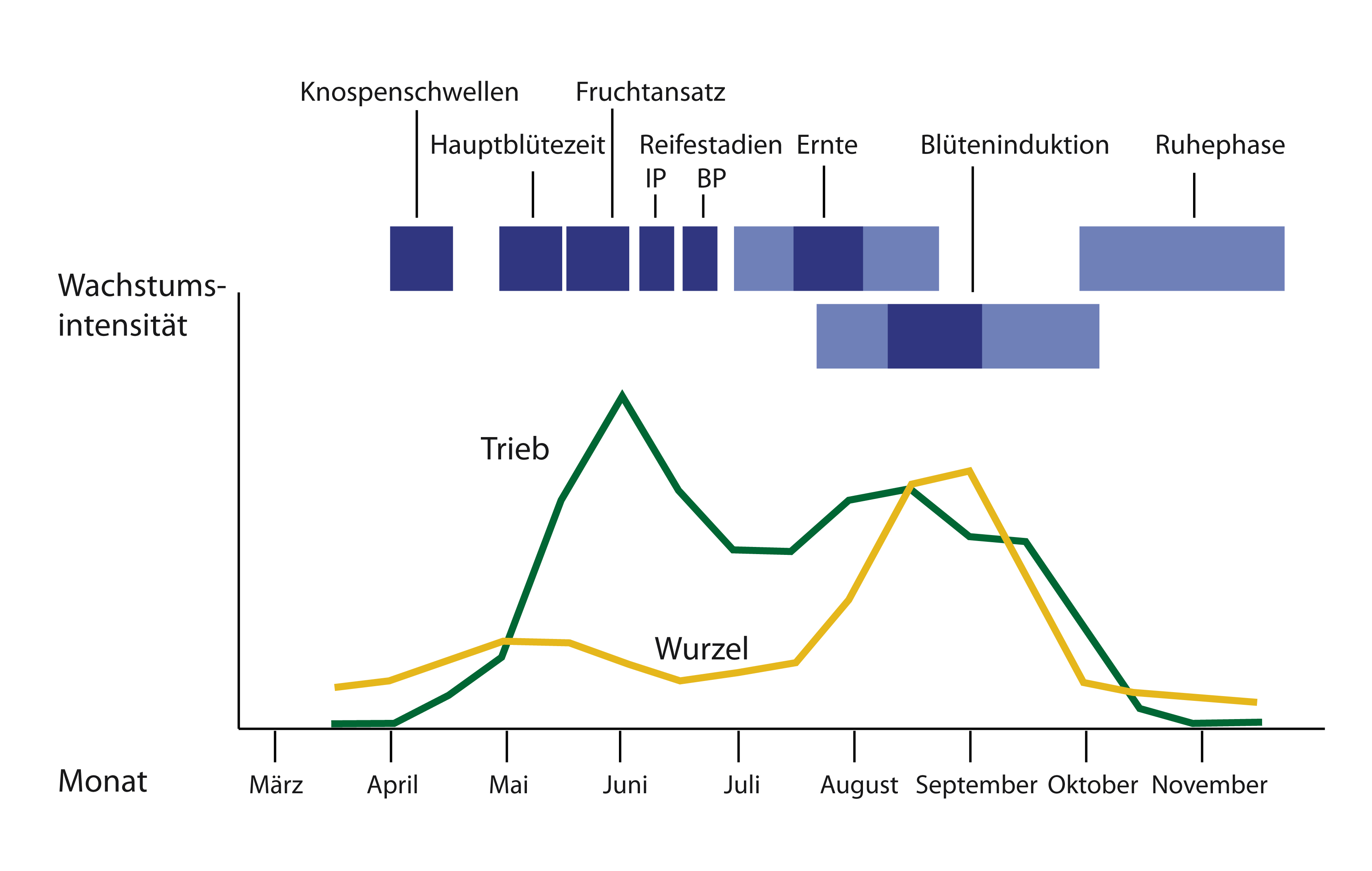
Zeitlicher Verlauf der Entwicklung von Kulturheidelbeersträuchern in Mitteleuropa

Vegetatives Wachstum, Blüte und Fruchtentwicklung erstrecken sich in Mitteleuropa über einen Zeitraum von etwa Anfang April bis Mitte Oktober. Geerntet wird ab Anfang Juli bis Mitte August. Aufgrund der großen räumlichen Ausdehnung der nordamerikanischen Heidelbeerkulturen über verschiedene Klimazonen beginnt dort die Ernte bereits im April in Florida und endet schließlich Ende September in Neufundland.

### Vegetatives Wachstum
Die Hauptwachstumszeit der Triebe liegt zwischen Mitte Mai und Anfang Oktober. Der Jahreszuwachs der Sträucher und damit die Ertragsleistung nimmt mit zunehmendem Alter ab, da die Blüten vorwiegend an den Spitzen einjähriger Triebe gebildet werden. Der Blüten- und Fruchtansatz geht auf Kosten des Triebwachstums, so werden sie mit zunehmendem Alter immer schwachwüchsiger und dünner; die Sträucher „vergreisen“. Die Triebe haben eine sortenspezifische Produktionszeit. Bei hochbuschigen Formen bilden sie vier Jahre lang Blüten und Früchte und die Ertragsleistung ist gut. Die Selektionen der Kaninchenäugigen Heidelbeeren tragen sieben Jahre; bei den niedrig buschigen Formen blühen und fruchten die neuen Schösslinge, die aus dem Wurzelstock wachsen, erst im zweiten Jahr. Zwar bilden die älteren Triebe noch Früchte, doch sind diese meist kleiner und die Ernte bleibt gering. Im Heidelbeeranbau gehört daher ein regelmäßiger Schnitt zu den wichtigsten Pflegemaßnahmen. Dadurch wird das vegetative Wachstum gefördert und die Triebneubildung aus der Strauchbasis angeregt. Die Fruchtgröße und -qualität wird erhöht und die Fruchtreife beschleunigt. Entfernt werden das abgetragene Holz, überzählige Triebe und nach innen wachsende Äste.
Das Wurzelwachstum ist zwischen 14 und 18 °C Bodentemperatur am stärksten, unterhalb von 8 °C ist es offenbar deutlich eingeschränkt. Bei Kulturheidelbeeren treten zwei Phasen intensiven Wurzelwachstums auf. Unter mitteleuropäischen Klimabedingungen liegen diese etwa Mitte Mai bis Anfang Juni und von Mitte August bis Mitte September. Da das Wurzelsystem für die Wasseraufnahme nicht besonders effektiv ist, stellt der Strauch bei einsetzender Austrocknung des Bodens sein Wachstum ein.

### Blüte und Fruchtentwicklung
Die Blüten werden in Mitteleuropa im Vorjahr nach der Fruchtreife in einem Zeitraum zwischen Juli und September angelegt (Blüteninduktion). Im Herbst wachsen und differenzieren die Blütenknospen aus, so dass sie im Winter fast vollständig entwickelt sind. Die Hauptblüte der Kulturheidelbeeren liegt unter mitteleuropäischen Klimabedingungen meist in den ersten beiden Maiwochen und damit später als in den nordamerikanischen Anbaugebieten. Die Blütezeit erstreckt sich über etwa vier Wochen, je nach Witterung. Die Blüten der Triebspitzen öffnen sich als erste, ebenso blühen innerhalb eines Blütenstandes immer zuerst die oberen und danach die bodennäheren Blüten.
Die meisten Heidelbeeren sind selbstbefruchtend. Durch gezielte Fremdbestäubung kann bei Kulturformen ein größerer Fruchtansatz mit größeren Früchten und kürzeren Reifezeiten erzielt werden. Die Südlichen Hochbusch-Heidelbeeren sind nur zum Teil selbstfertil und damit zusätzlich auf Fremdbestäubung angewiesen. Die Gruppe der Kaninchenäugigen Heidelbeeren und die niedrigbuschigen Sorten sind überwiegend selbstinkompatibel. Die Bestäubung erfolgt bei ihnen ausschließlich über Insekten. Dabei spielen Hummeln (Bombus) und Wildbienen eine entscheidende Rolle. Die Bestäubung durch Honigbienen (Apis mellifera) scheint wenig effektiv, da diese dazu neigen, die Blüten von der Seite zu öffnen und dabei keinen Pollen aufnehmen. Die Förderung bestimmter heimischer Pflanzen auf den Anbauflächen spielt eine wichtige Rolle bei der Ansiedlung und Etablierung blütenbesuchender Insekten.
Fruchtwachstum und Reife erstrecken sich sorten- und witterungsabhängig über acht bis 16 Wochen. Die Früchte durchlaufen drei Entwicklungsphasen. Die jungen Früchte nehmen nach der Befruchtung etwa vier Wochen lang durch Zellteilungen im Fruchtgewebe rasch an Größe zu. Diese Phase wird durch eine scheinbare Ruhephase abgelöst, in der die Früchte nicht weiter wachsen, sondern die Samen beziehungsweise Embryonen im Inneren Reservestoffe einlagern. Danach nimmt die Frucht wieder deutlich an Größe zu, wobei sich die Anzahl der Zellen zwar nicht mehr erhöht, diese aber verstärkt Wasser aufnehmen und sich strecken. Zum Ende dieser Phase wechselt die Farbe der Fruchtschale von Grün über Blassgrün und Violett zum sortentypischen Blau, die Frucht reift und wird weich. Gleichzeitig verändern sich die Inhaltsstoffe: Zucker werden aufgebaut (beziehungsweise eingelagert) und Säuren abgebaut. Die kennzeichnenden Aromastoffe und die typische Bereifung der Oberfläche bilden sich erst zum Schluss der Fruchtreife. Letztere erfüllt für die Frucht mehrere Funktionen: Sie schützt die Beere vor übermäßiger Erhitzung durch Reflexion der Sonnenstrahlen; sie verhindert das Eindringen mikrobieller Krankheitserreger, schließlich perlt Regenwasser vollständig ab, so dass die Beeren schnell trocknen und Schadpilze keine guten Entwicklungsbedingungen haben. Die Früchte eines Strauches reifen selbst innerhalb eines Fruchtstandes nicht alle gleichzeitig. Die Reifestadien werden nach einem amerikanischen Schema in sechs Phasen eingeteilt, die sich nach dem äußeren Farbeindruck ableiten:
| Reifestadium (Englisch) | Deutsch     | Fruchtzustand                                      |
| ----------------------- | ----------- | -------------------------------------------------- |
| IG = Immature Green     | Unreif Grün | Vollständig grün und hart                          |
| MG = Mature Green       | Reif Grün   | Hellgrün bis weißlich, weicher                     |
| GP = Green Pink         | Grün Rosa   | Rosafärbung der Kelchregion                        |
| BP = Blue Pink          | Blau Rosa   | Beginnende Blaufärbung, Stielregion rosa           |
| B = Blue                | Blau        | Blau, bis auf rosafarbenen Ring in der Stielregion |
| R = Ripe                | Reif        | Vollständig blau und bereift, weich                |

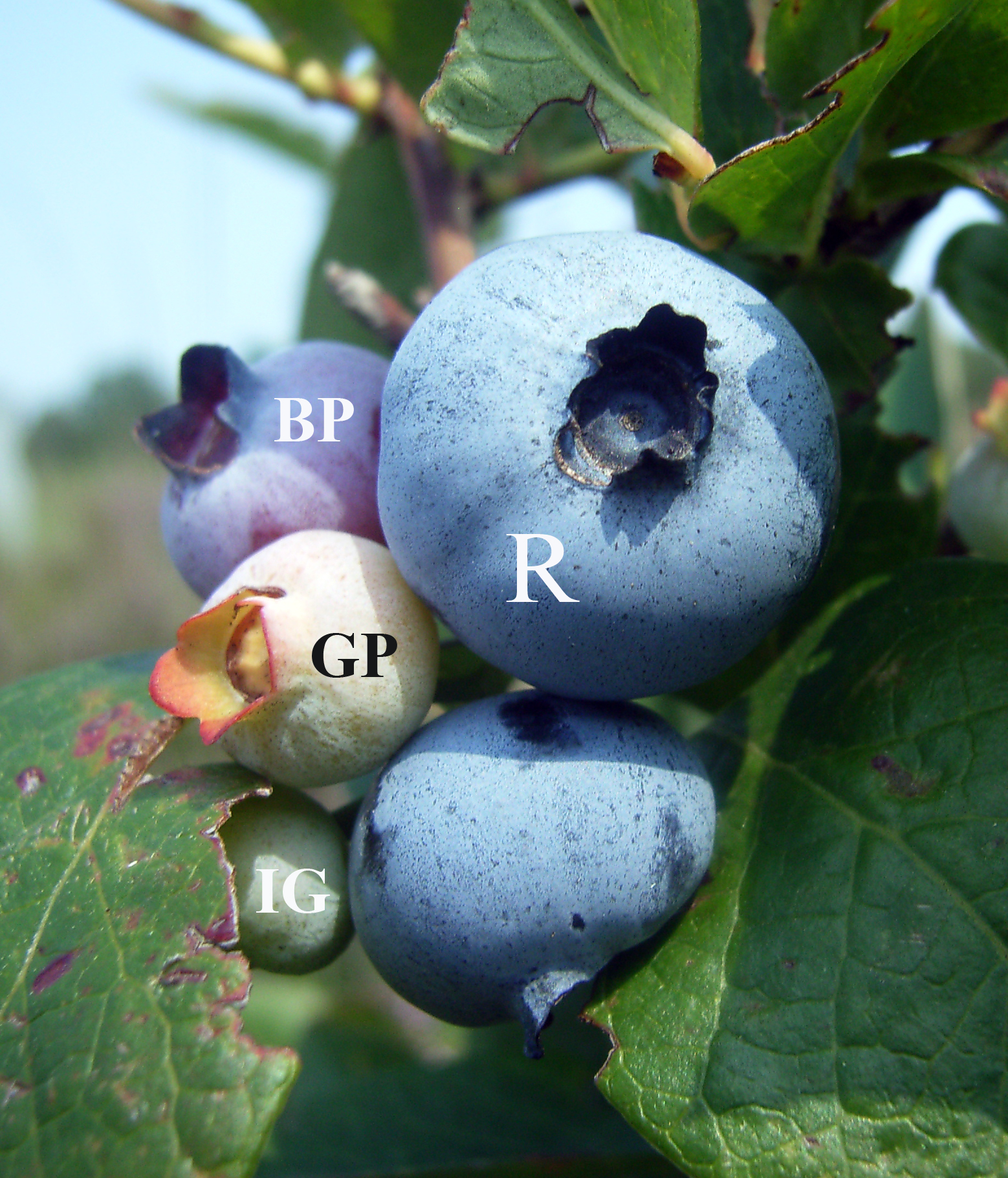
Reifestadien in einem Fruchtstand: R=Reif, IG=Unreif Grün, GP=Grün Rosa, BP=Blau Rosa

Die schon zur Fruchtreife keimfähigen Samen keimen zu 50 bis 80 %. Bis zur Entfaltung des ersten Laubblattes vergehen zirka sechs bis zehn Wochen. Bereits nach dem Erscheinen des zehnten bis fünfzehnten Blattes bilden sich die ersten Seitentriebe, sie überwachsen den Haupttrieb rasch und sorgen für eine frühe Verzweigung.

### Ruhephase
Die winterliche Ruhephase (Dormanz) wird durch die abnehmende Tageslänge und sinkende Temperaturen eingeleitet. Im Herbst werden in die Knospen Reservestoffe (Kohlenhydrate, Stärke, Mineralstoffe) und das Pflanzenhormon Abscisinsäure eingelagert. Letztere soll die Pflanzen vor einem zu frühen Wiederaustrieb in der ungünstigen Jahreszeit bewahren, der zu Frostschäden führen könnte. Während der Wintermonate wird dieser Hemmstoff abgebaut, besonders effektiv bei Temperaturen zwischen 0 und 7 °C. Im Frühjahr bildet sich vermehrt Indolylessigsäure, ein wachstumförderndes Hormon. Die Kälteansprüche der Kulturheidelbeersorten werden in Stunden ausgedrückt und liegen zwischen 250 und 1200 Stunden. Bei niedrig wachsenden Sorten liegt das Kältebedürfnis bei über 1000 Stunden, bei den Nördlichen Hochbuschsorten 800 bis 1100 Stunden, bei den Kaninchenäugigen Heidelbeeren zwischen 350 und 800 Stunden. Das kürzeste Kältebedürfnis haben die in wärmeren Regionen verbreiteten Südlichen Hochbusch-Heidelbeeren mit 250 bis 500 Stunden. Entsprechend dem Kältebedürfnis haben die Pflanzen ein „Wärmebedürfnis“, eine gewisse Wärmesumme, die die Gehölze schließlich im Frühjahr in den Wiederaustrieb führt.
Der natürliche innere Wachstumsrhythmus der Gehölze wäre an klimatisch ungünstigen Standorten gestört. So werden in den südlichen Regionen der USA nur solche Sorten angebaut, die ein möglichst geringes Kältebedürfnis besitzen. Ohne eine ausreichende Ruhephase wäre der Frühjahrsaustrieb beispielsweise der Lowbush-Sorten verzögert und unregelmäßig. Andererseits sind Auslesen mit einem geringen Kältebedürfnis für höhere Breiten nicht geeignet, da sie zu schnell und zu früh austreiben und daher stark frostgefährdet wären.

## Herkunft und Taxonomie

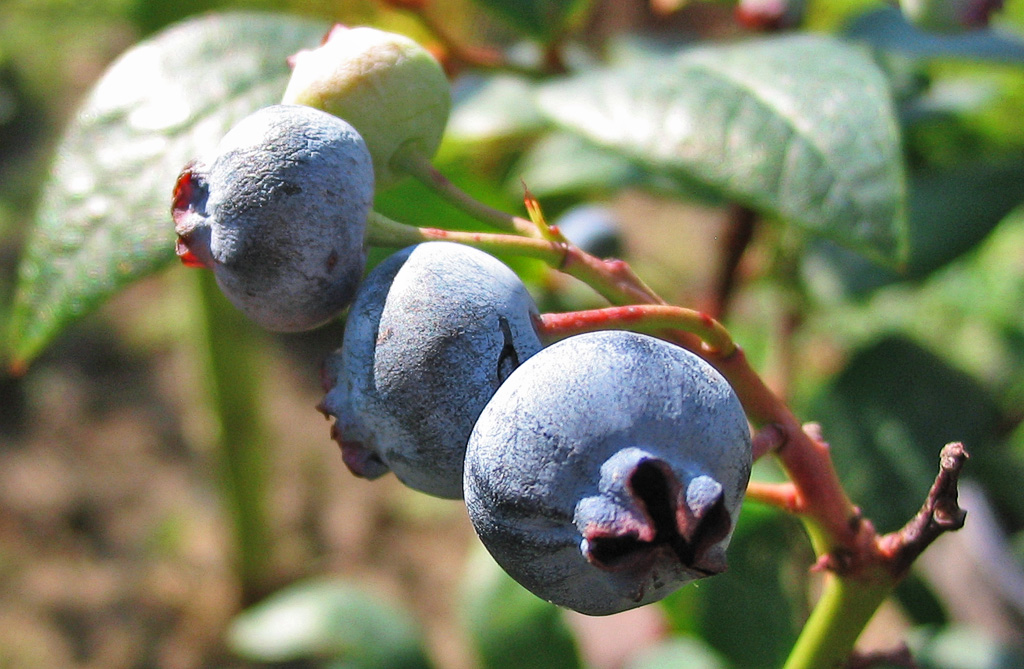
Vaccinium corymbosum, an der Spitze der Frucht die fleischig verdickten Reste der Kelchblätter

Kulturheidelbeeren sind durch Züchtungen aus den in den USA und Kanada heimischen Pflanzenarten der Gattung Vaccinium in der Sektion oder Unterart Cyanococcus beziehungsweise deren Hybriden hervorgegangen. Die genaue Anzahl der Arten innerhalb der Gattung Vaccinium umfasst nach unterschiedlichen Literaturangaben und taxonomischen Bearbeitungen etwa 100 bis über 400 Arten.
Seit Beginn des 20. Jahrhunderts wurden über 100 neue Kulturheidelbeersorten kultiviert und jährlich kommen neue hinzu. Die älteren sind Auslesen aus den natürlich vorkommenden Wildbeständen in Nordamerika (Wildsorten). Die Mehrzahl der aktuellen Sorten sind dagegen gezielte Kreuzungsprodukte. Neben Selektionen aus der Kreuzung aus V. angustifolium und V. corymbosum sind Kulturformen der Elternarten selbst, weiterer Hybride aus der Amerikanischen Heidelbeere (V. corymbosum) und anderen Arten der Gattung Vaccinium in Kultur. So haben ferner zum so genannten nördlichen Hybridkomplex die Arten Vaccinium pallidum, V. angustifolium (syn. V. lamarkii), V. darrowi, V. elliottii, V. virgatum (syn. V. ashei), V. caesariense, V. fuscatum (syn. V. atrococcum), V. simultatum und V. myrtilloides beigetragen.
Die Vaccinium-Arten, die als Kulturheidelbeeren angebaut werden, sind in der folgenden Tabelle zusammengestellt. Von besonderem Interesse für den Anbau sind polyploide Züchtungen, da sie mehrere Meter hoch werden und so den Ertrag pro Fläche und Pflanze deutlich erhöhen können. Die Unterteilung der Kulturheidelbeeren folgt im Wesentlichen nach der Wuchshöhe der Sträucher und ihren bevorzugten Anbauregionen. Die Artnamen folgen dem Germplasm Resources Information Network (GRIN). Sie weichen zum Teil von jenen der in der Hauptliteratur angegebenen ab. Die Synonyme sind in Klammern angegeben.
| Gruppe                          | Englischer Name               | Systematische Bezeichnung / beteiligte Wildformen | Ploidiegrad         | Herkunft / Anbau                                | Kurzbeschreibung |
| ------------------------------- | ----------------------------- | --- | ------------------- | ----------------------------------------------- | --- |
| Hochbusch-Heidelbeeren          | Northern Highbush Blueberries | Vaccinium corymbosum L. | Tetraploid          | Nordoststaaten der USA, südliches Kanada        | Strauchhöhe bis 5 m; kräftige, aufrechte Einzelsträucher; bis 8 cm lange, ganzrandige Blätter; Früchte blau, bereift, 0,7 bis 1 cm groß, Fruchtfleisch farblos; Kältebedürfnis 800 bis 1100 Stunden, Frosthärte −25 bis −35 °C                                                                                               |
| Kaninchenäugige Heidelbeeren    | Rabbiteye Blueberries         | Vaccinium virgatum Ait. (syn. V. ashei Reade) | Hexaploid           | Südoststaaten der USA                           | Strauchhöhe bis 4 m, kräftige, aufrechte Einzelsträucher; kleine, ganzrandige Blätter; hitze- und trockenheitsresistent; kurze Winterruhe; Früchte schwarz mit großen Samen; die Kelchregion der Frucht erinnert an das Auge eines Kaninchens, daher der Name; Kältebedürfnis 350 bis 800 Stunden, Frosthärte −20 bis −25 °C |
| Südliche Hochbusch-Heidelbeeren | Southern Highbush Blueberries | V. corymbosum L. Hybride mit V. darrowi Camp. oder V. virgatum Ait. (syn. V. ashei Reade) und V. formosum Andrews (syn. V. australe Small) und anderen Vaccinium-Arten | Tetraploid          | Südoststaaten der USA entlang der Atlantikküste | Strauchhöhe 2 bis 4 m; viele Wurzelschosse; dichte Kolonien bildend; große Blätter (2,5 bis 8 cm); Früchte blau, über 1 cm groß; Kältebedürfnis 250 bis 500 Stunden, Frosthärte −15 bis −20 °C |
| Halbhohe Heidelbeeren           | Half-Highbush Blueberries     | Vaccinium corymbosum × V. angustifolium (syn. V. lamarkii) = V. × atlanticum Bickn.                                                                                    | Diploid, Tetraploid | Nordstaaten der USA, Kanada                     | Strauchhöhe 1 bis 2 m; Blätter 3 bis 8 cm; Früchte blauschwarz, bereift, innen weißlich; die Exemplare zeigen eine große Variabilität der Merkmale der Elternarten; sehr kältetolerant |
| Niedrig wachsende Heidelbeeren  | Lowbush Blueberries           | Vaccinium angustifolium Ait. (syn. V. lamarkii), V. myrtilloides Michx.                                                                                                | Diploid, Tetraploid | Nordoststaaten der USA, Kanada                  | Strauchhöhe 0,2 bis 0,7 m; Blätter 2 bis 4 cm, klein und gezähnt, bei V. myrtilloides behaart; zum Teil dichte Bestände, ausläuferbildend; Früchte schwarzblau, blau, metallisch blau bereift, bis 0,7 cm; Kältebedürfnis > 1000 Stunden, Frosthärte −25 bis −40 °C                                                          |

### Geschichte des Anbaus

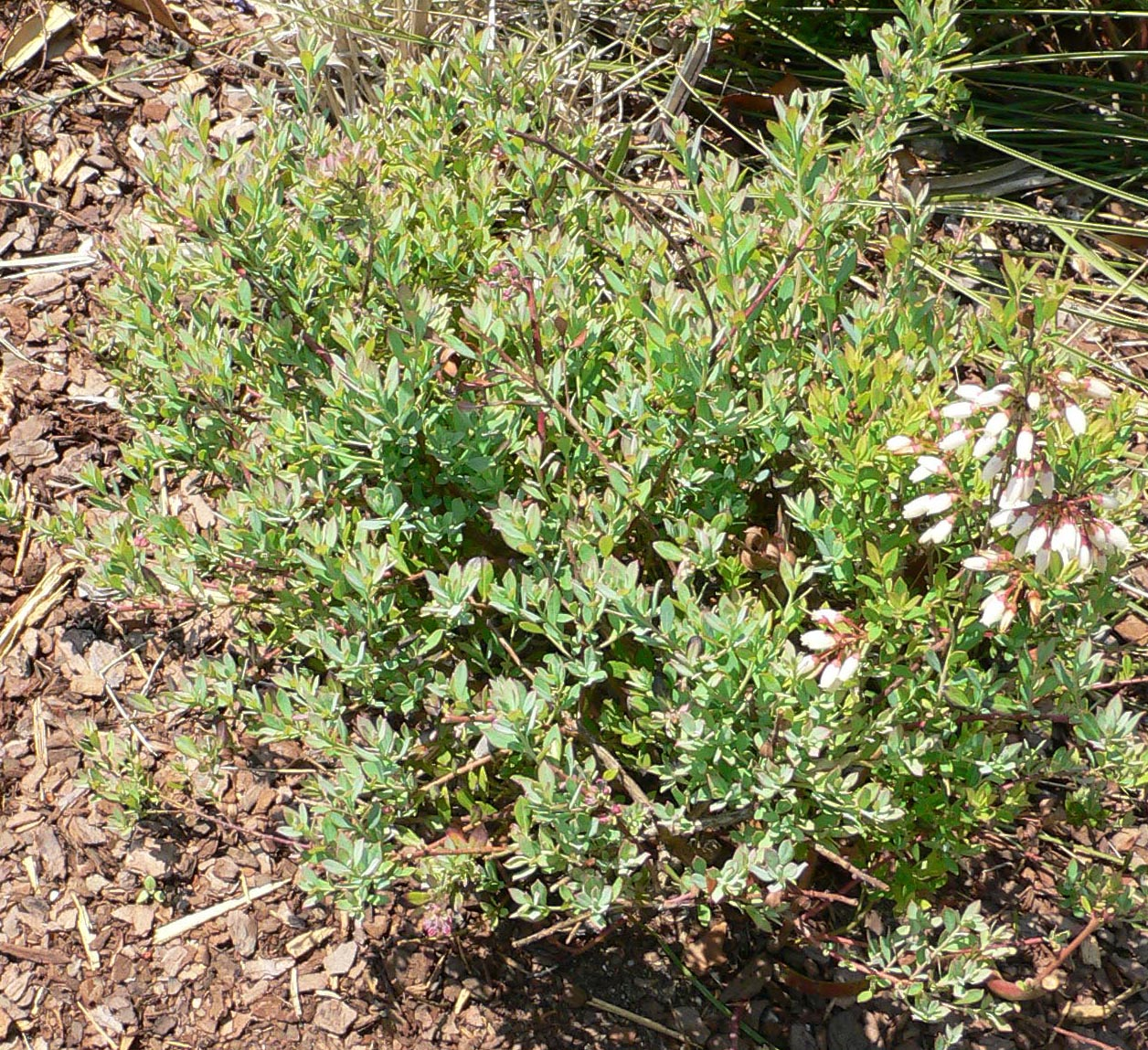
Vaccinium darrowii

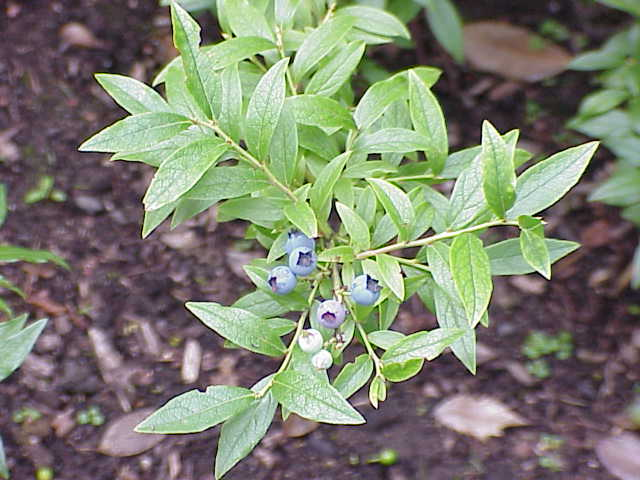
Vaccinium angustifolium

Bereits in den letzten Jahrzehnten des 19. Jahrhunderts bauten nordamerikanische Farmer in ihren Hausgärten die ersten Wildformen von Heidelbeeren an, meist ohne großen Erfolg, denn die Beeren blieben sehr unterschiedlich in Größe, Form und Geschmack. Sie kamen zu der Auffassung, „Blueberries“ ließen sich nicht für den Markt kultivieren. Erst die Pflanzenzüchterin Elizabeth Coleman White (1871–1954) veranlasste um die Jahrhundertwende ein Programm zur Auslese geeigneter Heidelbeersträucher. Sie nahm im Jahr 1911 Kontakt zu dem Botaniker Frederick V. Coville (1867–1937) auf, der bereits seit 1906 Ausleseversuche aus Wildbeständen durchführte und es kam zu einer Kooperation. Während die Familie der Whites über die finanziellen Mittel und ein Farmgelände in den Pine Barrens mit der nötigen Infrastruktur für ein umfangreiches Ausleseprogramm verfügte, lieferte Coville das wissenschaftliche Hintergrundwissen. Whites Vater, J. J. White, ein erfolgreicher Farmer, Ingenieur und Investor, vermarktete neben Cranberries (Vaccinium macrocarpon) bereits Heidelbeeren aus den Wildbeständen der umgebenden Moore und Sümpfe, die von Saisonarbeitern gepflückt wurden. Die Pflücker wurden im Rahmen des Ausleseprogrammes gegen Entlohnung beauftragt, in der Umgebung die besten Sträucher mit den größten und süßesten Früchten ausfindig zu machen, die Sträucher benannte Elizabeth White nach ihren Findern. Die Pflanzen wurden geteilt und zunächst unter Glas auf der Farm der Whites ausgepflanzt. Bereits nach fünf Jahren hatten White und Coville im Jahr 1916 eine ertragreiche und großfrüchtige Sorte erstellt, die reif für die Vermarktung war. Die „erste Kulturheidelbeere“ wurde 'Rubel' genannt nach Rube Leek, dem Finder des Busches. Es handelte sich um ein Strauch von Vaccinium formosum, aus dem die Wildsorte ausgelesen wurde. Sie wird heute noch angebaut und ist Bestandteil etlicher Züchtungen und zahlreicher Folgeselektionen.
Die Heidelbeeranbaufläche wuchs rasch, besonders in den Oststaaten der USA. In den 1950er-Jahren betrug die Gesamtanbaufläche in den USA rund 8000 ha, in den 1990er-Jahren wurden schon in 36 US-Bundesstaaten auf einer Fläche von 20.000 ha Kulturheidelbeeren angebaut.
Anteile der Heidelbeertypen am nordamerikanischen Anbau einschließlich Kanada im Jahr 2000:
| Gruppe                              | Fläche (ha) | Anteil (%) |
| ----------------------------------- | ----------- | ---------- |
| Northern Highbush und Half-Highbush | 20.830      | 24,6       |
| Rabbiteye                           | 5.220       | 6,3        |
| Southern Highbush                   | 1.840       | 2,3        |
| Wildbestände                        | 56.600      | 66,8       |
| Gesamt                              | 84.490      | 100        |
In Europa wurden die ersten Anpflanzungen der Kulturheidelbeere zum Zweck der Beerenproduktion 1923 in den Niederlanden vorgenommen. In Deutschland begann die Heidelbeerzüchtung 1930 unter Federführung des Botanikers Wilhelm Heermann. Erste große Kulturheidelbeerfelder wurden 1950 angelegt. Die Hauptanbaugebiete Deutschlands liegen in der Lüneburger Heide, in Brandenburg, im Oldenburger Raum sowie in Süddeutschland und Mittelbaden. Im Wesentlichen werden hohe bis halbhohe Formen genutzt. Niedrigere Formen gewinnen auf Grund ihrer aromatischeren Früchte zunehmend an Bedeutung. Ein nennenswerter Anbau findet außer in den USA und Kanada in Chile, Argentinien, Neuseeland und Australien statt. In Europa werden in Deutschland, Polen, den Niederlanden, Frankreich und Spanien Kulturheidelbeeren angebaut. Während die Anbaufläche hier noch im Jahr 2003 rund 2300 ha umfasste, hat sie sich bis zum Jahr 2006 auf rund 4500 ha nahezu verdoppelt.

### Stand der internationalen Züchtung
Der Schwerpunkt der züchterischen Bearbeitung von Kulturheidelbeeren liegt in den USA. Die deutschen Züchtungen kamen nach den Bemühungen der Pioniere in den 1950er- und 1960er-Jahren bis heute weitgehend zum Erliegen. Seit etwa Ende der 1980er-Jahre werden vermehrt in Neuseeland und Australien Kulturheidelbeeren bearbeitet. Heute werden gentechnische Methoden eingesetzt, um den langwierigen Züchtungsprozess zu verkürzen und gezielter die gewünschten Eigenschaften einkreuzen zu können. Kriterien für die Fruchtqualität sind hierbei die Fruchtgröße, die Fruchtfarbe, der Gehalt an Anthocyaninen, die Festigkeit, die Platzresistenz, eine hohe Haltbarkeit und das Aroma. Ferner stehen bei den Selektionen die Vergrößerung der ökologischen Anbaubreite, die Toleranz gegen höhere pH-Werte des Bodens, eine hohe Trockenheitstoleranz, Resistenzen gegen Krankheiten und Schädlinge sowie eine späte Blüte und frühere Ernte im Vordergrund.
An der Verbesserung der Kulturheidelbeeren wird besonders intensiv an der North Carolina State University (USA), der Michigan State University (USA), dem Nova Scotia Wild Blueberry Institute (Kanada), dem Horticultural and Food Research Institute of New Zealand sowie dem Australian Institute of Horticulture gearbeitet.

### Kulturheidelbeersorten

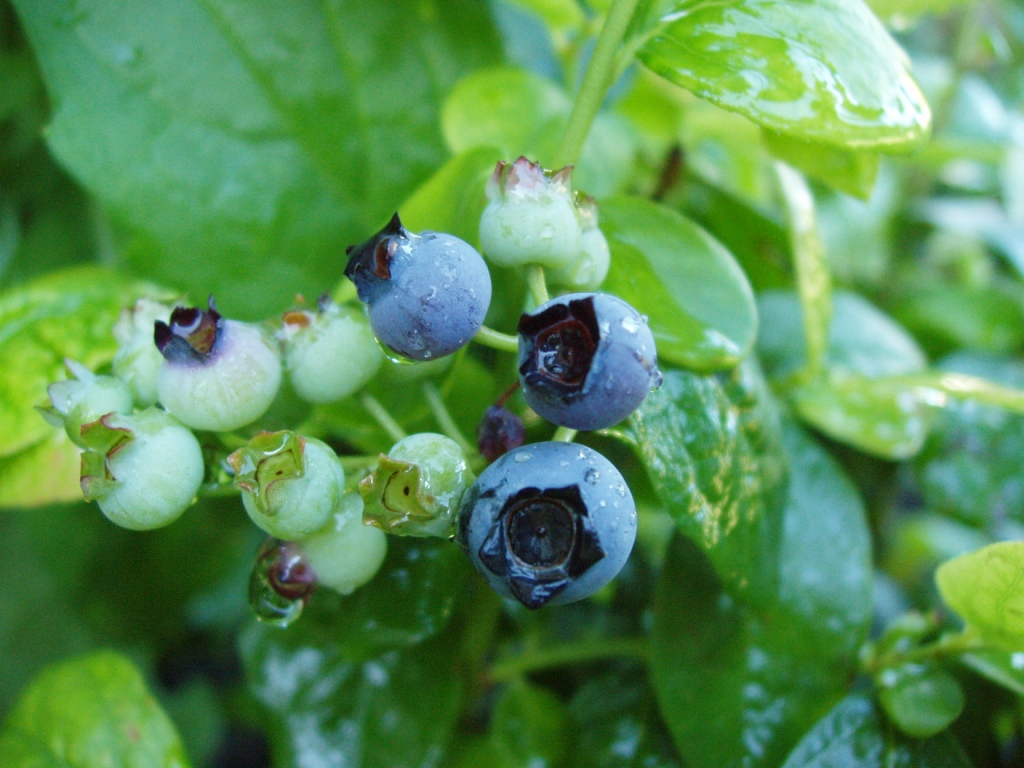
Die Sorte 'Polaris'

Der deutsche Züchter Wilhelm Heermann selektierte aus der Hybride Vaccinium corumbosum × V. angustifolium die 'Blau-Weiß-Goldtraube' und die 'Blau-Weiß-Zuckertraube', aus denen später die Sorten 'Blau-Weiß-Goldtraube 71' und 'Rekord' ausgelesen wurden. Ferner stammen 'Herma I' und 'Herma II', 'Gila' und 'Greta' aus Deutschland. Die genannten Sorten werden heute noch angebaut. Die meisten Sorten stammen aus den USA, daneben gibt es Kreuzungen wie 'Bluerose' sowie 'Maru' und 'Rahi' aus Australien beziehungsweise Neuseeland.
Etwa 20 bis 30 Kulturheidelbeersorten haben sich weltweit durchgesetzt und werden in größerem Umfang angebaut, Weltmarktführer ist die Sorte 'Bluecrop'. Vor allem ihre Eigenschaft, auf sehr unterschiedlichen Standorten hohe und regelmäßige Erträge zu liefern, war Grundlage ihres weltweiten Siegeszuges, darüber hinaus ist sie kältehart, trockenheitstolerant und wenig anfällig gegen Krankheiten und Schädlinge.
Eine Auswahl an Sorten (Gruppe Northern Highbush und Rabbiteye), deren Herkunft, Jahr der Einführung und Abstammung gibt folgende Tabelle:
| Sorte                     | Land, Jahr der Einführung | Abstammung                                            |
| ------------------------- | ------------------------- | ----------------------------------------------------- |
| 'Berkeley'                | USA, 1949                 | 'Stanley' × ('Jersey' × 'Pionieer')                   |
| 'Blau-Weiß-Goldtraube 23' | Deutschland, 1960         | Sortengruppe aus V. corymbosum × V. angustifolium     |
| 'Blau-Weiß-Zuckertraube'  | Deutschland, k. A.        | Sortengruppe aus V. corymbosum × V. angustifolium     |
| 'Blau-Weiß-Rekord'        | Deutschland, 1958         | Auslese aus Blau-Weiß-Zuckertraube                    |
| 'Bluecrop'                | USA, 1952                 | ('Jersey' × 'Pionieer') × ('Stanley' × 'June')        |
| 'Bluerose'                | Australien, k. A.         | k. A.                                                 |
| 'Bluetta'                 | USA, 1968                 | ('North Sedgewick Lowbush' × 'Coville') × 'Earliblue' |
| 'Coville'                 | USA, 1949                 | ('Jersey' × 'Pionieer') × 'Stanley'                   |
| 'Denise Blue'             | Australien, 1978          | Freie Abblüte von 'Late Blue'                         |
| 'Duke'                    | USA, 1987                 | ('Ivanhoe' × 'Earliblue') × 192-8 (E-30 × E-11)       |
| 'Earliblue'               | USA, 1952                 | 'Stanley' × 'Weymouth'                                |
| 'Elizabeth'               | USA, 1966                 | ('Kathrine' × 'Jersey') × 'Scrammel'                  |
| 'Gila'                    | Deutschland, k. A.        | k. A.                                                 |
| 'Greta'                   | Deutschland, k. A.        | k. A.                                                 |
| 'Maru'                    | Neuseeland, 1991          | Offene Abblüte von 'Premier' (Rabbiteye)              |
| 'Nui'                     | Neuseeland, 1988          | ('Ashworth' × 'Earliblue') × 'Bluecrop'               |
| 'Patriot'                 | USA, 1976                 | ('Dixi' × 'Michigan LB1') × 'Earliblue'               |
| 'Polaris'                 | USA, 1996                 | k. A.                                                 |
| 'Rahi'                    | Neuseeland, 1991          | Offene Abblüte von 'Premier' (Rabbiteye)              |
| 'Reka'                    | Neuseeland, 1988          | ('Ashworth' × 'Earliblue') × 'Bluecrop'               |

## Kulturheidelbeeranbau

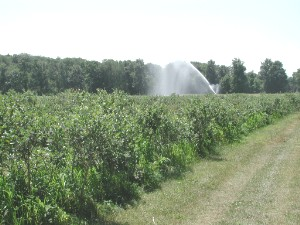
Blaubeerplantage in Plainville, New York

Die natürlichen Standorte von Vaccinium-Arten sind saure, nährstoffarme, humusreiche Moor- und Sandböden. Die verschiedenen Sorten stellen entsprechend den Ansprüchen ihrer Elternarten unterschiedliche Anforderungen an die Böden und nicht für alle gelten die gleichen Bedingungen. Ferner stammt das Erbgut der Kulturheidelbeeren von Arten, deren natürliches Verbreitungsgebiet sich in Nordamerika über mehrere Klimazonen erstreckt. Entsprechend unterschiedlich sind deshalb ebenso die klimatischen Ansprüche der verschiedenen Selektionen. Weder in Nordamerika noch in Europa können Kulturheidelbeeren in beliebigen Regionen angebaut werden. Es ist jedoch möglich, gezielt Sorten für verschiedene Klimazonen zu erstellen, so dass in Europa der Anbau geeigneter Züchtungen von Norwegen bis nach Spanien durchführbar ist, in letzterem Fall unter Foliendach und unter erheblichem Wasseraufwand.

### Böden
Hinsichtlich der physikalisch-chemischen Eigenschaften der Böden ist für den Heidelbeeranbau ein hoher Anteil an luftführenden Grobporen erforderlich. Ferner muss die Durchfeuchtung im Jahresverlauf gleichmäßig sein. Die pH-Werte sollten niedrig, also im sauren Bereich liegen (optimal zwischen 4 und 4,5). Der Anteil organischer Substanz sollte hoch sein (etwa 4 bis 5 % Humusgehalt). Untersuchungen haben gezeigt, dass das vegetative Wachstum verschiedener Züchtungen bei pH-Werten unter 5 am stärksten ist und linear mit einem pH-Anstieg abnimmt. Ferner geht aus Erfahrungsberichten hervor, dass das Wachstum von Heidelbeerpflanzen auf Torf offenbar deutlich verbessert werden kann. Alternativ sollen Sägespäne und Rindenmaterial die Wurzelentwicklung positiv beeinflussen.
Heidelbeeren sind auf eine gleichmäßig hohe Bodenfeuchte angewiesen. Sie verfügen nicht über spezielle Anpassungen an wechselfeuchte Bedingungen, so dass es bei Trockenheit schnell zu hohen Wasserverlusten und Blattschäden kommt. Die hohe Dichte der Spaltöffnungen auf den Blattunterseiten mit 500 bis 600/mm² fördert Verdunstungsverluste. Schließlich sterben Blütenknospen ab und eine Blütenneuanlage bleibt aus. Dagegen werden Überflutungen bis zu einem gewissen Grad offenbar toleriert. Die Überflutungstoleranz soll unter anderem auf die Ausbildung vergrößerter Epidermiszellen, die wie ein Aerenchym (= luftgefülltes Gewebe) wirken sollen, zurückzuführen sein. Auch die Rinde der Stämmchen soll bei Überflutung vergrößerte Zellen bilden. Die Blätter verfügen unter Staunässe über größere Interzellularen (= luftgefüllte Zellzwischenräume) im Schwammgewebe, um die Sauerstoffversorgung zu erleichtern. Ist jedoch die Toleranzgrenze überschritten, treten Schäden auf. Erste Symptome sind Blattvergilbungen und Rötungen, Blattabwurf und ein Absterben der Triebspitzen. Ferner tritt unter nassen Bedingungen vermehrt Phytophthora-Wurzelfäule auf.
Durch das Fehlen der Wurzelhaare ist die Wasser- und Nährstoffaufnahme des Wurzelsystems der Ericaceen eingeschränkt. In Anpassung an ihre natürlichen, nährstoffarmen und oft nassen Standorte leben daher die Vertreter der Heidekrautgewächse in einer gegenseitig vorteilhaften Lebensgemeinschaft (Symbiose) mit bodenbürtigen Pilzen, den Mykorrhiza. Die Pilze liefern der Pflanze Nährsalze und Wasser und erhalten ihrerseits einen Teil der durch die Photosynthese der Pflanzen erzeugten Assimilate. Beispielsweise ist ein in Frage kommender Pilz Pezizella ericae im Boden der natürlichen Vorkommen fast immer vorhanden, in Pflanzsubstraten und Böden, die lange ackerbaulich genutzt wurden, dagegen nicht. Bei Kulturheidelbeeren in Europa wurden nicht bei jeder geprüften Pflanze Mykorrhiza nachgewiesen. pH-Werte über 5 scheinen die erfolgreiche Besiedlung der Heidelbeerwurzeln zu unterdrücken. Ferner scheint der Besiedlungsgrad der Wurzeln mit steigenden Stickstoffgaben zurückzugehen. Trotz zahlreicher Untersuchungen konnte schließlich keine eindeutige Wirkung der Bodenpilze auf Wachstum und Fruchtqualität der Kulturheidelbeeren nachgewiesen werden.
Hinsichtlich der Düngung von Kulturheidelbeeren gehen die Erfahrungen weit auseinander. Heidelbeeren gelten als äußerst salzempfindlich, weshalb sich zu hohe Gaben negativ auswirken können. Zur Abschätzung der erforderlichen Düngermengen werden im Allgemeinen die Nährstoffgehalte der Blätter herangezogen. Ergänzt durch Bodenanalysen und die Nährstoffentzüge durch die Früchte kann auf den Nährstoffbedarf der Pflanzen geschlossen werden. Empfehlungen gehen von Düngergaben der Hauptnährstoffe Stickstoff, Phosphor und Kalium im Verhältnis 3:1:2 aus. Daneben haben Magnesium, Kupfer und Zink Bedeutung für die Haupternährung der Heidelbeerpflanzen. Die Gewichtung der einzelnen Nährstoffe zueinander hängt im Wesentlichen von den speziellen Bedingungen der Pflanzung und der Beobachtungsgabe der Betriebsleiter ab.

### Klima
Für die Kultur von Heidelbeeren ist die Verteilung der Niederschläge im Jahresverlauf von größerer Bedeutung als deren Höhe. Das flache Wurzelwerk ist gegen Austrocknung besonders empfindlich. Der Boden im Wurzelraum muss gleichmäßig durchfeuchtet sein. Daher können zum Beispiel bei Sommertrockenheit Zusatzbewässerungen erforderlich werden. Trockenheit während der Blüte führt zu einem schwachen oder schadhaften Fruchtansatz, bei dem sich nur wenige Beeren ausbilden; Teile des Fruchtansatzes bleiben leer. Kulturheidelbeeren brauchen für ein gutes Wachstum und die Ausbildung einer hohen Fruchtqualität volles Sonnenlicht. Im Gegensatz zu den in Mitteleuropa heimischen Waldheidelbeeren (Vaccinium myrtillus) vertragen sie keine Beschattung. Starker Wind kann in exponierten Lagen die jungen Früchte durch Aneinanderreiben schädigen und ferner zu hohen Wasserverlusten durch Verdunstung führen. Durch eine zu hohe Verdunstung im Winter unterkühlen die Sträucher, in deren Folge es zu Frostschäden kommen kann. Ein Windschutz durch Hecken oder Baumstreifen gehört daher im Kulturheidelbeeranbau zur Verbesserung der Standortfaktoren.

### Pflanzenschutz

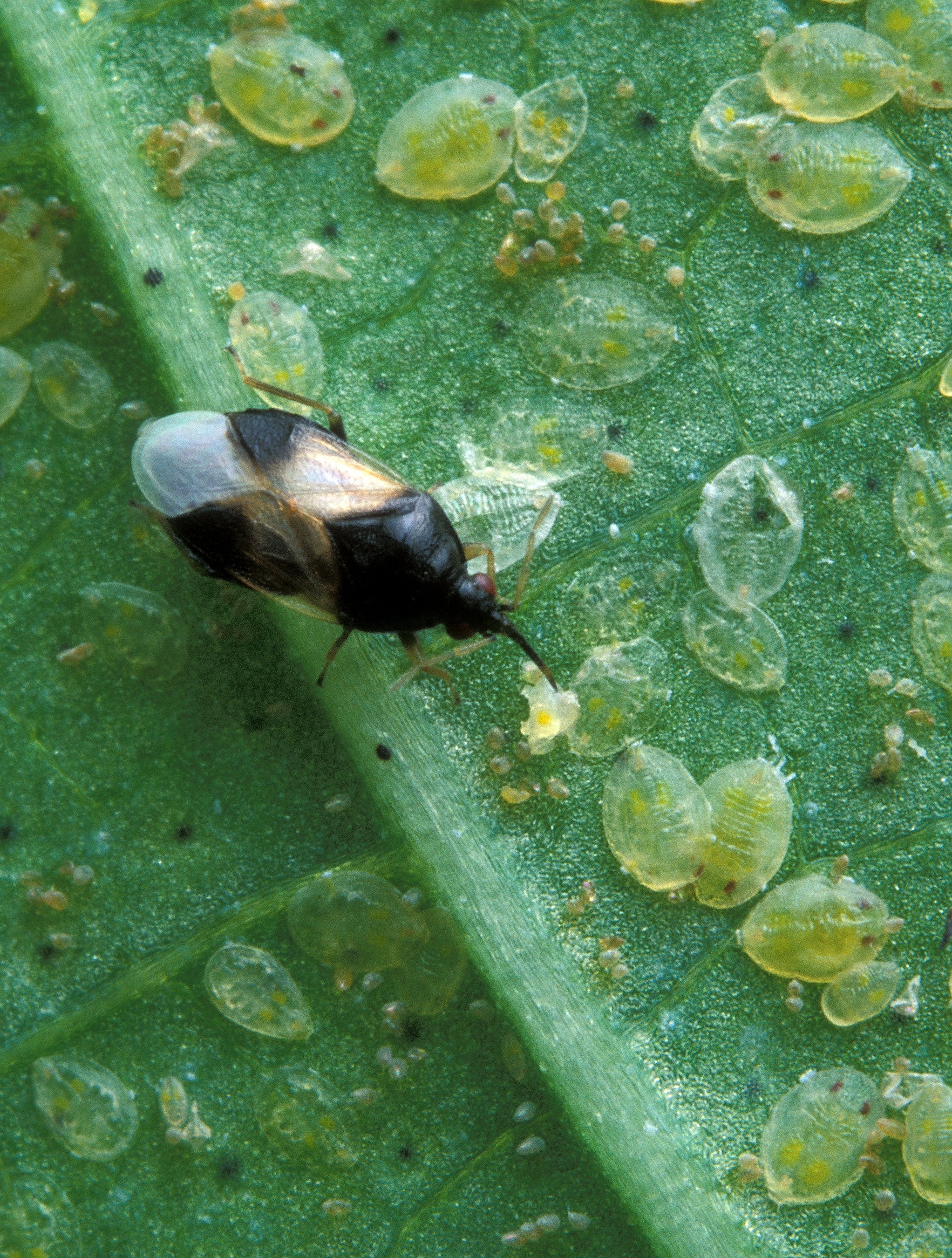
Blumenwanze (Orius insidiosus) als potenzieller Nützling in Heidelbeerkulturen saugt an Schildläusen.

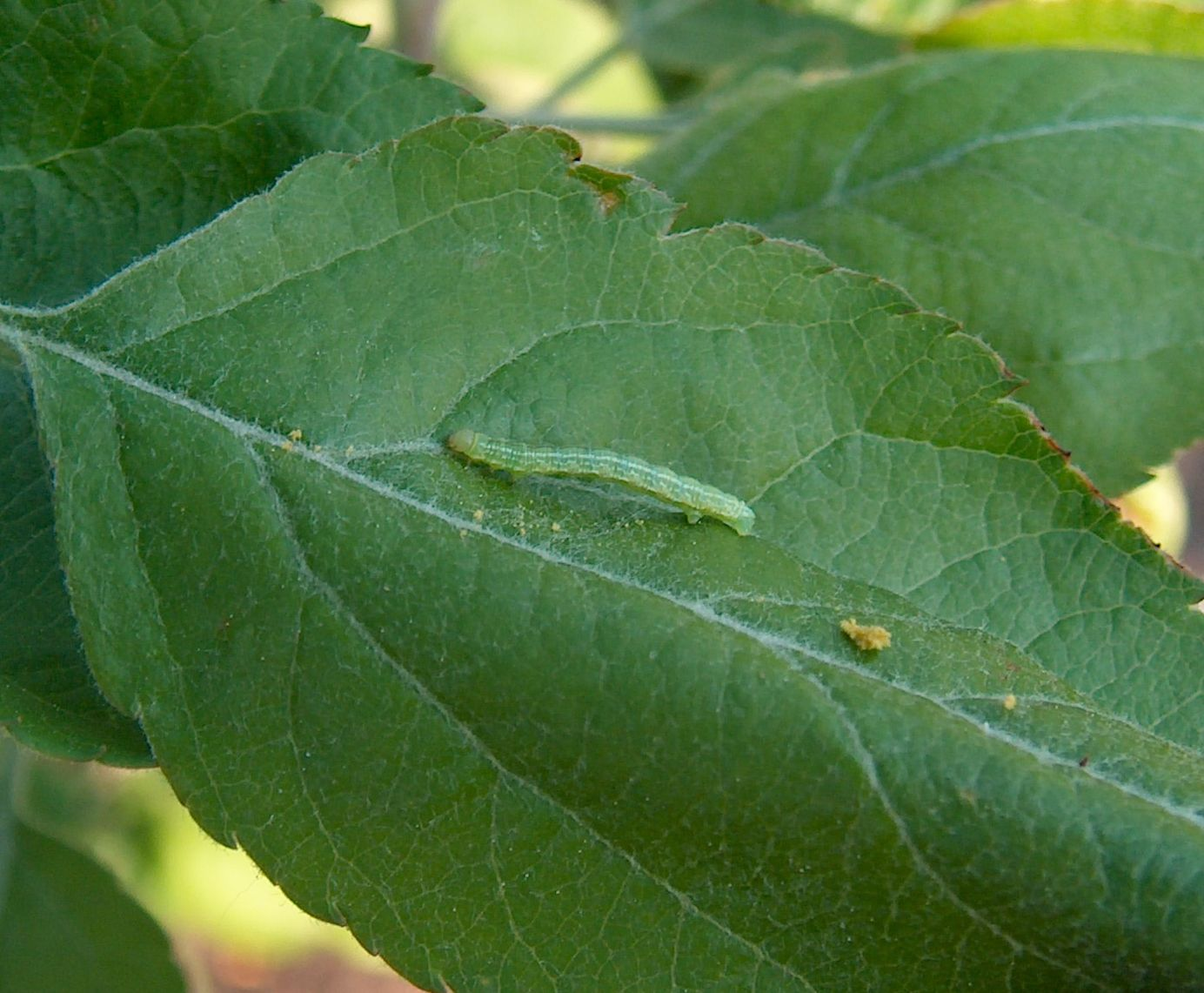
Raupe des Kleinen Frostspanners (Operophtera brumata) als potenzieller Schädling an Heidelbeersträuchern durch Fraß an Knospen, Blüten und Blättern.

In Europa werden Kulturheidelbeeren erst seit kurzer Zeit angebaut, deshalb sind ihre natürlichen Feinde kaum präsent. Noch gilt die Kulturheidelbeere daher als so genannte Gesundobstart, bei der intensive Pflanzenschutzmaßnahmen kaum erforderlich sind. Aus Nordamerika sind dagegen eine Reihe von Pflanzenkrankheiten und etliche Schädlinge bekannt. In Europa sind erste Ansätze eines Krankheits- und Schädlingsdruckes durch die Einschleppung von Schaderregern aus Nordamerika zu beobachten. Daneben sind die Kulturheidelbeeren von einheimischen Schädlingen betroffen. Als Maßnahmen gegen Schaderreger werden chemische Mittel wie Insektizide und Fungizide eingesetzt. Inzwischen hält vermehrt die präventive Bekämpfung (biologische Kontrolle) im Kulturheidelbeeranbau Nordamerikas Einzug, die in der europäischen Landwirtschaft bereits vielerorts im integrierten Anbau vollzogen wird. Dabei werden gezielt die natürlichen Feinde der Schadinsekten (Nützlinge) auf den Anbauflächen gefördert, indem deren Wirtspflanzen (Nahrung, Eiablageplatz) auf den Anbauflächen angesiedelt werden. Diese Nützlinge bestehen aus Räubern und Parasitoiden. Die Räuber, wie beispielsweise Blumenwanzen der Gattung Orius (z. B. Orius insidiosus) oder Marienkäfer (Coccinellidae) ernähren sich überwiegend von weichhäutigen potenziellen Schadinsekten aller Entwicklungsstadien an Heidelbeeren. Verschiedene Spinnentiere fressen auch größere Insekten. Parasitoide legen dagegen ihre Eier in die erwachsenen Schadinsekten oder deren Larven ab und verursachen so deren Tod. Dazu zählen unter anderem Schlupfwespen (Ichneumonidae) und Brackwespen (Braconidae).
In Europa sind es vor allem Insekten und Pilze, die Ernteeinbußen verursachen können. Dazu gehört der inzwischen nach Nordamerika verschleppte Kleine Frostspanner (Operophtera brumata). Seine Raupen bohren sich in die Knospen und höhlen sie aus und fressen auch die Blütenorgane. Weitere Falter, deren Raupenfraß an Blättern und Früchten Schäden an den Heidelbeersträuchern verursachen können, sind Wickler- und Eulenarten. Die Larven der aus Nordamerika eingeschleppten Gallmücke Prodiplosis vaccinii saugen an den Triebspitzen. Diese rollen sich ein, verfärben sich und sterben schließlich ab. Die Folge ist ein Neuaustrieb und damit verbunden eine unerwünschte vorzeitige Verzweigung. Die zu den Deckelschildläusen gehörende San-José-Schildlaus (Quadraspidiotus perniciosus) wurde aus Ostasien über Nordamerika nach Europa eingeführt. Sie erzeugt Wachstumsdepressionen (Atrophie) der Sträucher. Infolge der starken Honigtauproduktion kommt es zu Schwärzepilzen (Dematiaceae) zum Beispiel der Gattung Alternaria auf Blättern und Früchten. Die Röhrenblattlaus (Aphididae) Ericaphis fimbriata stammt ebenfalls aus den USA. Sie produziert viel Honigtau. Dies führt zu Verschmutzungen der Früchte.
Bei Heidelbeersorten treten zum Teil Resistenzen gegen Krankheiten auf, die bei der Züchtung zunehmend berücksichtigt werden. Folgende durch Pilze verursachte Krankheiten (Mykosen) können unter mitteleuropäischen Bedingungen eine Rolle spielen: Die Blüten- und Fruchtfäule (Grauschimmel; Botrytis cinerea) tritt bei feuchter Witterung auf. Die Infektion erfolgt in den Blüten. Diese werden braun und später zeigt sich ein grauer Pilzrasen. Die Blütenstände verklumpen und ganze Triebe können absterben. Die Zweig- und Fruchtmonilia (Monilinia vaccinii-corymbosi) wird ebenso durch feuchte Witterung gefördert. Infizierte Pflanzenteile welken und sterben schließlich ab, wobei sie sich schwarzbraun verfärben. Der Pilz wurde erstmals im Jahr 2002 in Europa (Österreich) nachgewiesen. Das Godronia-Triebsterben (Godronia cassandrae) wurde aus Nordamerika eingeführt und tritt in europäischen Anlagen immer häufiger auf. Sie verursacht das Absterben von Zweigen und Trieben. Der Pilz überwintert in krebsartigen Infektionsstellen. Die Triebe verfärben sich zunächst rotbraun, danach sterben sie ab.
Weitere Krankheiten an Heidelbeeren werden durch Pflanzenviren und Bakterien verursacht. Beispielsweise wird die in Nordamerika als „shoestring disease“ bezeichnet Virose durch das Blueberry-shoestring-Virus (BSSV) aus der Gattung Sobemovirus hervorgerufen und durch die Saugtätigkeit der Röhrenblattlaus Illinoia pepperii von Strauch zu Strauch übertragen. Die Krankheit bedingt zunächst eine schnürbandartige Verformung der Blätter. In der weiteren Folge werden die Pflanzen geschwächt und die Blaufärbung der Früchte wird beeinträchtigt. Das Bakterium Agrobacterium tumefaciens dringt über Verletzungen ein und verursacht Stammgallen. Die Pflanzen zeigen einen abnormen Wuchs und verkümmern schließlich.
Säugetiere, wie Wühlmäuse, Kaninchen und anderes Wild, können an den Sträuchern Fraßschäden anrichten. Gegen Wildsäugetiere dienen Wildschutzzäune. Die Beeren sind außerdem Nahrung für zahlreiche Vogelarten. Vor allem durch Stare kann es zu erheblichen Ernteeinbußen kommen, die durch Vogelnetze eingeschränkt werden können.

### Vermehrung
Kulturheidelbeeren lassen sich sowohl über Samen als auch mittels vegetativer Methoden vermehren (Pflanzenvermehrung). Sämlinge spielen im Anbau eine untergeordnete Rolle, weil dabei der Sortencharakter verloren geht und Sämlinge erst nach Jahren zur Blüte kommen. Von großer Bedeutung ist das Anziehen von Sämlingen dagegen für die Züchtung. In erster Linie werden Kulturheidelbeeren für den gewerbsmäßigen Anbau über die Stecklingsgewinnung vermehrt. Sowohl Grünstecklinge als auch Steckhölzer (Triebstecklinge) werden von ausgesuchten Mutterpflanzen gewonnen und in ein Kultursubstrat gebracht. Die Bewurzelung ist je nach Sorte unterschiedlich und kann acht bis 15 Wochen dauern. Durch Erwärmen des Kultursubstrates und den Einsatz von Bewurzelungspräparaten kann die Bewurzelung beschleunigt werden. Die Stecklingsgewinnung erfolgt in Gewächshäusern oder in Folientunneln bei 25 bis 30 °C. Die Wasserversorgung der Stecklinge wird über eine hohe Luftfeuchtigkeit und zusätzlich über Sprühnebelanlagen gewährleistet.

### Ernte

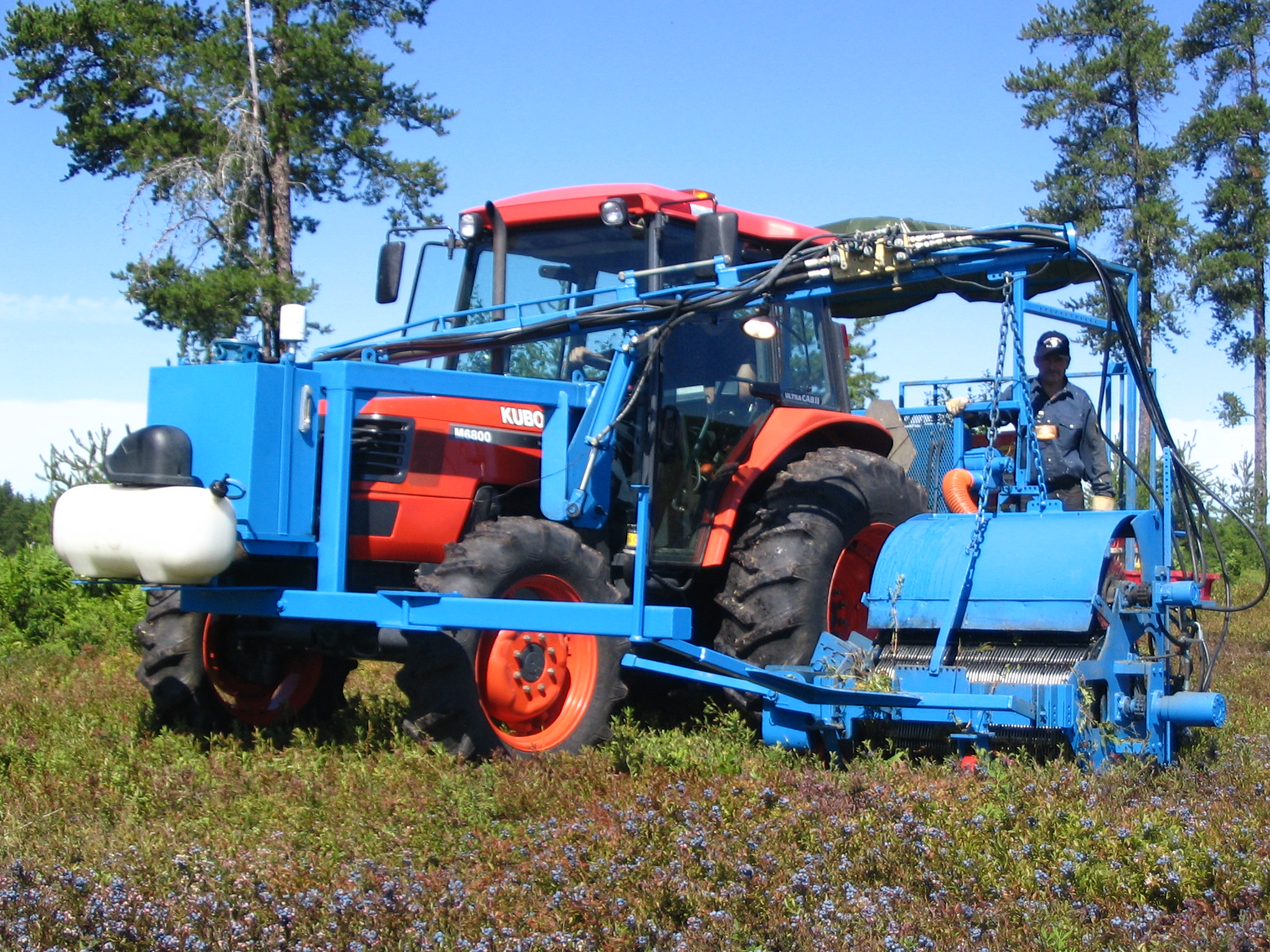
Maschinelle Blaubeerernte (Wildform) im New Brunswick, Kanada

Die Ernte der Kulturheidelbeeren erstreckt sich über einen Zeitraum von etwa zwölf Wochen. Nach amerikanischen Untersuchungen liefern die Sträucher in den ersten Jahren Erträge von 1 bis 1,5 kg Früchte pro Strauch. Im Vollertrag sollen sie etwa 3 bis 5 kg produzieren. Einzelne Sträucher können bis zu 20 kg Beeren liefern. In Deutschland werden, je nach Jahr, Erträge von durchschnittlich 3 bis 7 Tonnen pro Hektar erzielt.
Die beste Qualität liefert die Handernte. Dabei können ausgereifte, einheitliche und unverletzte Früchte für den Frischmarkt direkt in den Verkaufsbehälter gepflückt werden. Bei fast allen Sorten ist ein mehrmaliges Durchpflücken der Anlagen notwendig, da die Beeren zu unterschiedlichen Zeiten reifen. Die Beeren werden vorsichtig, ohne den weißen Reif abzuwischen, gepflückt. Eine Pflückkraft schafft etwa 4 bis 8 kg Heidelbeeren pro Stunde.
In den größeren Anlagen in den USA und Kanada haben spezielle Erntemaschinen Einzug gehalten, die kostengünstiger arbeiten. Sie liefern jedoch Früchte, die in erster Linie für die Verarbeitung geeignet sind. Sie werden von einem Schlepper gezogen oder sind Selbstfahrer, die sich über den Sträuchern fortbewegen („over-the row machines“). Die Beeren werden durch Schütteln, Schlagen oder Abstreifen von den Sträuchern getrennt. Dabei kommt es zu mechanischen Beschädigungen und der Ernte von unreifen Früchten. Der technische Fortschritt ermöglicht jedoch eine immer schonendere Ernte, so dass der Anteil für den Frischmarkt steigt.

## Vermarktung und Produktion
Hauptanbaugebiet im Inland ist Niedersachsen mit zwei Dritteln der Erntemenge, während ein Großteil der Importe aus Spanien stammt. Etwa die Hälfte der deutschen Kulturheidelbeerernte wird über die Direktvermarktung ab Hof, über Wochenmärkte oder in Selbstpflückanlagen abgesetzt. Der Rest wird von Großmärkten oder Verarbeitern über den Vertragsanbau oder über Erzeugergemeinschaften abgenommen. In Nordamerika wird 10 % der Ernte über das Selbstpflücken abgesetzt. 90 % werden zu gleichen Teilen als Frischware vermarktet oder der Verarbeitung zugeführt.
Zu den Vermarktungsstrategien gehören vor allem in den USA große Blaubeerfeste. Sie werden in den Anbaustaaten meist von Erzeugergemeinschaften durchgeführt. Neben der Absatzförderung dienen diese Feste vielfach touristischen Zwecken. Blaubeerfeste werden ebenfalls in Deutschland zur Erhöhung des Bekanntheitsgrades der Früchte und zur Absatzförderung durchgeführt. Sie werden von den Betrieben selbst, Erzeugergemeinschaften oder Vermarktungsgesellschaften organisiert. Auch hier wird die touristische Komponente genutzt, alljährlich wird in Walsrode im Landkreis Heidekreis eine Heidelbeerkönigin gewählt, die überregional repräsentative Aufgaben übernimmt. Sie soll für die Besonderheiten ihrer Heimat und die Qualität der heimischen Produkte werben.
Wie hoch die weltweite Produktion an Vaccinium-Früchten insgesamt ist, ist nur schwer ermittelbar. Viele unterschiedliche Arten gehen unter der Bezeichnung „Blueberry“ in die Statistiken ein. Vielfach wird nicht zwischen Kulturheidelbeeren und Cranberries unterschieden. Außerdem beinhalten die Zahlen die Ernte aus Wildbeständen. Die FAO ermittelte für 2020 eine Weltproduktion von 841.886 t. Spitzenreiter der Heidelbeerproduktion sind die USA mit 34,9 % der Welternte; darauf folgen Peru (21,4 %), Kanada mit 17,4 % und Polen mit 6,6 % (einbezogen sind Wildbestände von V. angustifolium und V. macrocarpon und weitere Arten). Mehr als die Hälfte der US-Produktion entfällt auf die Bundesstaaten Michigan und Maine. Während in Maine fast ausschließlich Wildbestände beerntet werden, werden in Michigan überwiegend Kulturheidelbeeren angebaut und geerntet. Größere Kulturheidelbeer-Plantagen finden sich ferner in den Bundesstaaten New Jersey, Oregon, Georgia, North Carolina, Washington, Kalifornien, Florida und Mississippi.
Flächen und Erträge im Kulturheidelbeeranbau der USA im Jahr 2006:
| Bundesstaat    | Ertrag (t) | Fläche (ha) |
| -------------- | ---------- | ----------- |
| Michigan       | 40.822     | 7.325       |
| New Jersey     | 23.586     | 3.075       |
| Oregon         | 16.147     | 1.780       |
| Georgia        | 14.288     | 2.832       |
| North Carolina | 11.566     | 1.902       |
| Washington     | 8.618      | 1.376       |
| Kalifornien    | 4.536      | 930         |
| Florida        | 3.175      | 1.052       |
| Mississippi    | 2.086      | 930         |
| Indiana        | 1.542      | 250         |
| New York       | 907        | 283         |
| Arkansas       | 726        | 214         |
| Alabama        | 145        | 109         |
| Gesamt         | 128.145    | 22.058      |
Ein nennenswerter Anbau mit deutlichen Flächen- und Erntezuwächsen erfolgt unter anderem in Chile und in Argentinien. Der Anbau von Kulturheidelbeeren auf der Südhalbkugel ermöglicht eine ganzjährige Versorgung mit Frischware, so genannter „Off-Season-Früchte“.
In Europa konzentriert sich der Kulturheidelbeeranbau in Polen und Deutschland. Deutliche Flächenzuwächse werden in Polen und Spanien in den kommenden Jahren erwartet.
|             | 2004  | 2004   | 2005  | 2005   | 2006  | 2006            |
| ----------- | ----- | ------ | ----- | ------ | ----- | --------------- |
| Land        | ha    | t      | ha    | t      | ha    | t               |
| Deutschland | 1.500 | 8.000  | 1.600 | 7.000  | 1.800 | 8.000           |
| Polen       | 1.500 | 3.750  | 1.700 | 3.750  | 1.800 | 5.000 bis 8.000 |
| Frankreich  | 300   | 1.500  | 300   | 1.700  | 300   | 1.700           |
| Niederlande | 300   | 1.500  | 330   | 1.650  | 370   | 1.650           |
| Spanien     | 150   | 900    | 200   | 1.000  | 300   | 1.600           |
| Italien     | 160   | 800    | 180   | 800    | 180   | 1.200           |
| Belgien     | 45    | 162    | 48    | 170    | 48    | 250             |
| Portugal    | 40    | 200    | 40    | 200    | 40    | 250             |
| Gesamt      | 3.995 | 16.812 | 4.398 | 16.270 | 4.838 | 18.650          |
Im Jahr 2020 wurden in der Schweiz auf 108 Hektar Heidelbeeren angebaut und laut einer voraussichtlichen Schätzung 550 Tonnen (zusätzlich 50 t Bio) geerntet. Der Selbstversorgungsgrad der Schweiz lag bei 9 Prozent.

## Inhaltsstoffe und Gesundheitswert

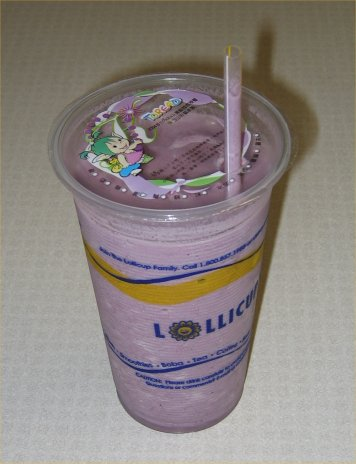
Smoothie aus Blaubeeren, ein „Trendgetränk“ mit Ursprung in den USA

Bei den Zuckern überwiegen bei Kulturheidelbeeren Glucose (48 %) und Fructose (49 %). Saccharose kommt mit lediglich 3 % vor. Der Säureanteil liegt als Zitronensäure, Äpfelsäure und Chinasäure in einem Verhältnis von circa 8:1:1 vor. In Wildheidelbeeren liegt das Verhältnis etwa bei 3:1:3.
Inhaltsstoffe der Früchte von Kulturheidelbeeren (je 100 g Frischmasse):
| Inhaltsstoff  | Gehalt           | Inhaltsstoff         | Gehalt   |
| ------------- | ---------------- | -------------------- | -------- |
| Brennwert     | 250 kJ (60 kcal) | Eisen                | 0,17 mg  |
| Wasser        | 83 g             | Mangan               | 0,28 mg  |
| Protein       | 0,6 g            | Zink                 | 0,11 mg  |
| Fett          | 0,5 g            | Kupfer               | 0,06 mg  |
| Kohlenhydrate | 14 g             | Selen                | 0,6 µg   |
| Zitronensäure | 0,9 g            | Polyphenole          | 0,25 mg  |
| Zellulose     | 1 g              | Vitamin A            | 100 I.E. |
| Kalium        | 90 mg            | Vitamin B1 (Thiamin) | 0,04 mg  |
| Kalzium       | 13 mg            | Vitamin-B2-Komplex   | 6,84 mg  |
| Phosphor      | 10 mg            | Vitamin B6           | 0,036 mg |
| Magnesium     | 7 mg             | Vitamin C            | 13 mg    |
| Natrium       | 2 mg             | Vitamin E            | 1,00 mg  |
Der gesundheitliche Wert von Früchten wird unter anderem darin gesehen, bei Stress oder Krankheit auftretende schädliche Sauerstoffradikale im menschlichen Körper ausschalten zu können (Oxidativer Stress). In diesem Zusammenhang sind Phenole (0,5 bis 2,5 mg/g Frischgewicht) und Anthocyane (1 bis 3 mg/g Frischgewicht) interessant. Anthocyane sind wasserlösliche, blaue bis rote Pflanzenfarbstoffe, die sich bei den Kulturheidelbeeren ausschließlich in der Fruchtschale befinden. Je höher der Phenolgehalt und je mehr Farbstoffe in der Frucht vorhanden sind, desto höher ist das antioxidative Potenzial. Die Oxygen Radical Absorbance Capacity  (ORAC) wird in Trolox-Äquivalenten angegeben (µmol TÄ). Der Gehalt von Kulturheidelbeeren wird mit etwa 25 µmol TÄ/g Frischgewicht beziffert. Heidelbeeren gehören amerikanischen Studien zufolge zu den Früchten mit der höchsten stressmindernden Wirkung. So soll der Genuss von Heidelbeeren das Krebsrisiko mindern. Die absorbierende Wirkung von Heidelbeeren soll zudem das Immunsystem des Menschen stabilisieren und Herzkreislauferkrankungen und dem Schlaganfall vorbeugen.

## Verwendung und Lagerung

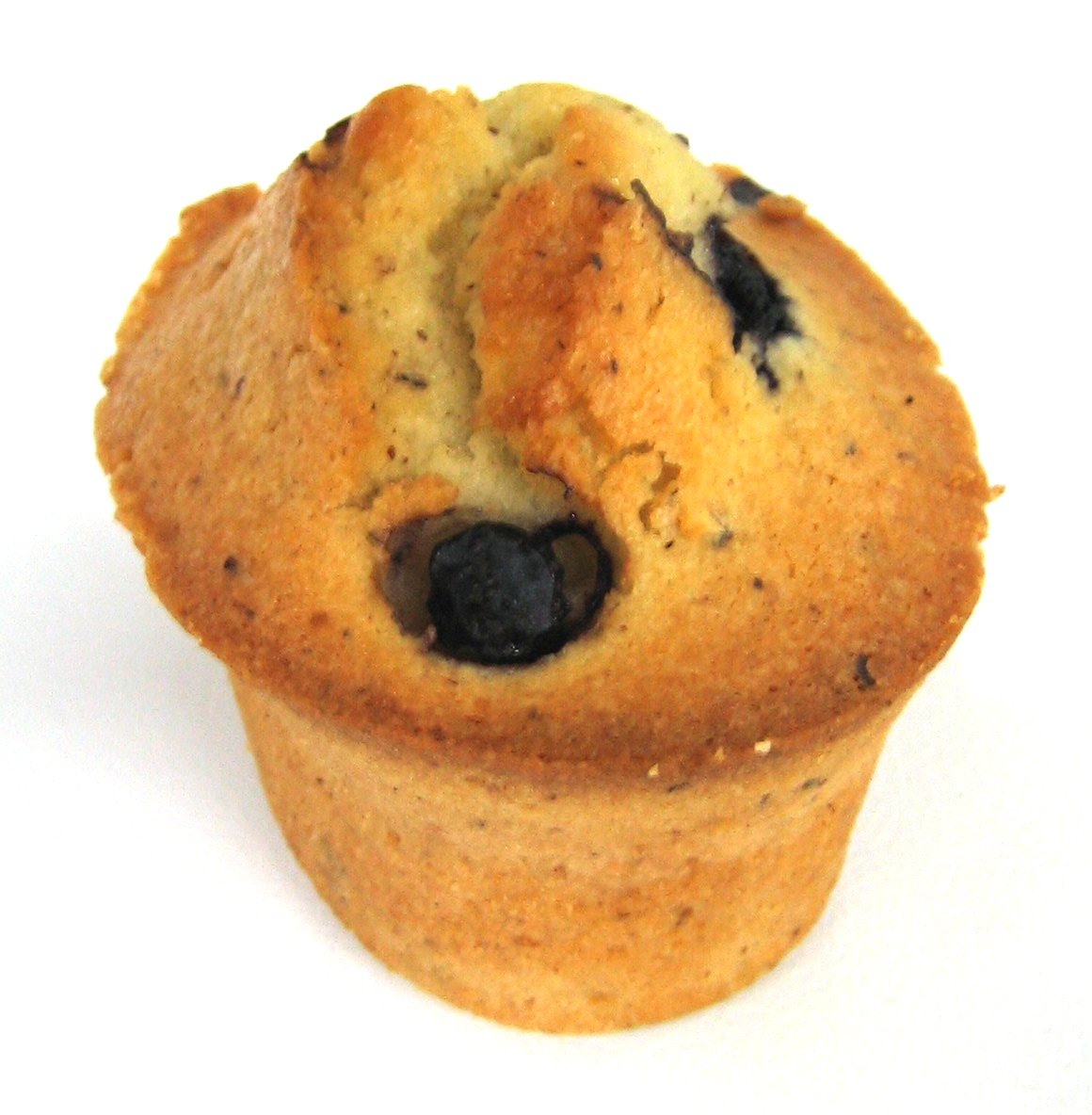
Blaubeermuffin

Kulturheidelbeersträucher spielen als reines Ziergehölz auf Grund ihrer speziellen Standortansprüche eine untergeordnete Rolle. Als Beerenlieferant sind sie dagegen als Nahrungsmittel von großer Bedeutung. Die zunehmenden Anbauflächen weltweit und die steigende Nachfrage sind Zeichen für ihre wachsende Beliebtheit. Der Pro-Kopf-Verbrauch der Deutschen an Frischware liegt bei etwa 100 g im Jahr, der Pro-Kopf-Verbrauch in den USA liegt dagegen mit 370 bis 570 g im Jahr deutlich höher. Kulturheidelbeeren werden frisch in Obstsalat, Backwaren wie Muffins, Pfannkuchen, Heidelbeerkuchen oder Torten, in Milchspeisen wie Quark oder Joghurt, Kompott oder Kaltschalen, getrocknet in Müsli oder Fruchtriegel verwendet. Ideal sind Kulturheidelbeeren für Gelees oder Konfitüren, denn durch ihren Pektingehalt gelieren sie besonders gut. Ferner sind Heidelbeeren eine gute Grundlage für Säfte und Nektare, allein oder in der Mischung mit anderen Früchten.
Frische Heidelbeeren lassen sich problemlos tiefgefrieren, wobei die Ware kaum Qualitätsverluste erleidet. Tiefgefrorene Früchte sind sehr lange haltbar und können in der Küche fast immer an Stelle von Frischware eingesetzt werden. Die Lagerung der frischen Beeren ist dagegen begrenzt. Heidelbeeren bilden kein deutliches Trenngewebe aus, so dass beim Ablösen der Frucht je nach Sorte eine mehr oder weniger große Wunde entsteht. Dadurch werden Gefäßverbindungen und Teile der Epidermis offengelegt. Durch diese Narben können Mikroorganismen eindringen, die schließlich zu Fruchtfäulen führen. Bei der Rhizopus-Weichfäule (Rhizopus nigricans) werden die befallenen Früchte schnell weich und verlieren Saft. Die effektive Methode zur Verhinderung des Eindringens von Pilzen ist eine Kühlung auf Temperaturen unter 10 °C möglichst gleich nach der Ernte, dann können die Pilze nicht mehr wachsen. Heidelbeeren weisen zur Fruchtreife eine erhöhte Fruchtatmung auf; sie sind klimakterische Früchte. Je höher die Fruchtatmung, desto geringer ist ihre Lagerfähigkeit. Auch hier ist eine Kühlung unabdingbar. Durch das Absenken der Lagertemperatur von 20 auf fast 0 °C können die Früchte der meisten Sorten bis zu achtmal länger aufbewahrt werden. Während Kulturheidelbeeren der Sorte 'Bluecrop' ohne Kühlung etwa eine Woche haltbar sind, verlängert sich diese auf etwa sieben Wochen bei einer Lagertemperatur von etwa 0 °C. Durch eine zusätzliche Absenkung des Luftsauerstoffgehaltes auf etwa 2 bis 3 % und die Erhöhung der CO2-Konzentration auf 8 bis 12 % kann die Lagerdauer nochmals deutlich erhöht werden.

## Invasivität der Strauch-Heidelbeere
Kulturheidelbeeren verwildern leicht von ihren Anbauflächen aus in die Umgebung. Die Früchte werden von Vögeln und Säugetieren gefressen; die Samen werden über den Kot an anderen Orten wieder ausgeschieden (Endochorie). An geeigneten Standorten können sich auf diese Weise neue Pflanzen etablieren, die über die vegetative Vermehrung dichte Bestände bilden können.
In Deutschland gilt die züchterisch überformte Hybride Vaccinium angustifolium × Vaccinium corymbosum (syn. V. × atlanticum), die als Strauch-Heidelbeere oder Kultur-Heidelbeere bezeichnet wird, als sogenannte invasive Art. Strauch-Heidelbeeren zeigen eine große Variabilität der Merkmale. Etliche Exemplare stehen in ihrem Aussehen einer der Elternarten nahe, Übergänge in allen Merkmalen zwischen beiden Arten sind ebenso sehr häufig zu finden. In Österreich wird sie als potenziell invasiv eingestuft. Auch aus den Niederlanden sind seit 1949 Verwilderungen bekannt. So besitzt die Strauch-Heidelbeere außerhalb der Anbauflächen eine Vielzahl von direkten und indirekten ökologischen Auswirkungen auf andere Arten, Lebensgemeinschaften oder Biotope vor allem in naturnahen Hochmoor-Resten Nordwest-Europas. Die Ausbreitung der Strauch-Heidelbeere wird erst in jüngster Zeit beobachtet, ihre Verbreitung ist daher noch unvollständig bekannt. In Niedersachsen kommt sie in 20 Landkreisen vor. In der südlichen Lüneburger Heide sind ausgedehnte Verwilderungen bekannt, die den Umfang der Gesamtanbaufläche um das 14fache überschreiten. Im Laufe von etwa 50 Jahren wurden Entfernungen zwischen Anbauflächen und spontanen Aufkommen der Strauch-Heidelbeere von etwa 2 Kilometern erreicht. Sie verwildert in Kiefernforsten und Feuchtgebieten in der Umgebung der Anbauflächen.
Die Verwildungen können dichte Bestände bilden. In Kiefernforsten entstehen aus diesen dichte Strauchschichten, welche durch Beschattung die Bodenvegetation verdrängen. Bisher sind hier keine gefährdeten Arten betroffen. Die undurchdringlichen Strauchschichten können die forstlichen Arbeiten behindern. Die auffällige Herbstfärbung der Heidelbeersträucher erhöht dagegen die Attraktivität der sonst leicht eintönig wirkenden Forstgebiete.
Hochmoore sind empfindliche, gefährdete und gesetzlich geschützte Biotope. Hier sind die Randbereiche sowie abgetorfte und entwässerte Flächen betroffen, vor allem Bereiche mit naturnaher Vegetation. In den De- und Regenerationsstadien der Hochmoore verdrängt die Strauch-Heidelbeere durch Lichtkonkurrenz die moortypische Vegetation. Fast alle Hochmoorarten sind in Deutschland gefährdet bis vom Aussterben bedroht, wenn auch generell durch die Urbanisierung, nicht durch Verwilderung durch die Heidelbeere. Im „Moor in der Schotterheide“ konnten unter einem Schirm von 90 bis 95 % Deckung der Heidelbeere keine moortypischen Arten mehr gefunden werden, unter einer Deckung von 70 % waren die moortypischen Arten bis auf geringste Reste verdrängt. Ferner kann die Degeneration teilentwässerter Moore durch die Strauch-Heidelbeere beschleunigt werden, durch die erhöhte Verdunstung der Pflanzendecke wird die Austrocknung der Moore beschleunigt.
Das Ausbringen von gebietsfremden Pflanzen ist nach dem Bundesnaturschutzgesetz grundsätzlich nicht ohne Genehmigung erlaubt. Verwilderungen sind bisher nur in der Umgebung von Plantagen aufgetreten. Um die wertvolle Moorvegetation vor dem Eindringen der Strauch-Heidelbeere zu schützen, scheint es sinnvoll, einen Mindestabstand von drei Kilometern zwischen neuen Plantagen und Mooren einzuhalten. Moore, die dennoch von Verwilderungen bedroht sind, sollten vor anderen Gefährdungsfaktoren wie Entwässerung und Abtorfung geschützt werden, denn diese würden die Einwanderung der Strauch-Heidelbeere fördern. Bisher liegen noch keine Erfahrungen mit der Bekämpfung der Strauch-Heidelbeere vor. Aufgrund ihres hohen Regenerationsvermögens reicht das Abschneiden der Pflanzen allein nicht aus. Es würde dagegen eher zu einer Erhöhung der Sprossdichte führen. Ein vollständiges Ausgraben der Pflanzen kann erfolgreich sein, wobei die starken Störungen der empfindlichen Biotope und die Nebenwirkungen auf die Moorvegetation zu vermeiden sind.